# BMW Serie 8
El BMW Serie 8 con código de chasis E31, es un automóvil deportivo construido por el fabricante alemán BMW entre los años 1989 y 1999; y luego con código de chasis G15 a partir de 2018. Es un cuatro plazas con motor delantero longitudinal y tracción trasera, mientras que para la segunda generación también se ofrece con tracción en las cuatro ruedas.

## E31

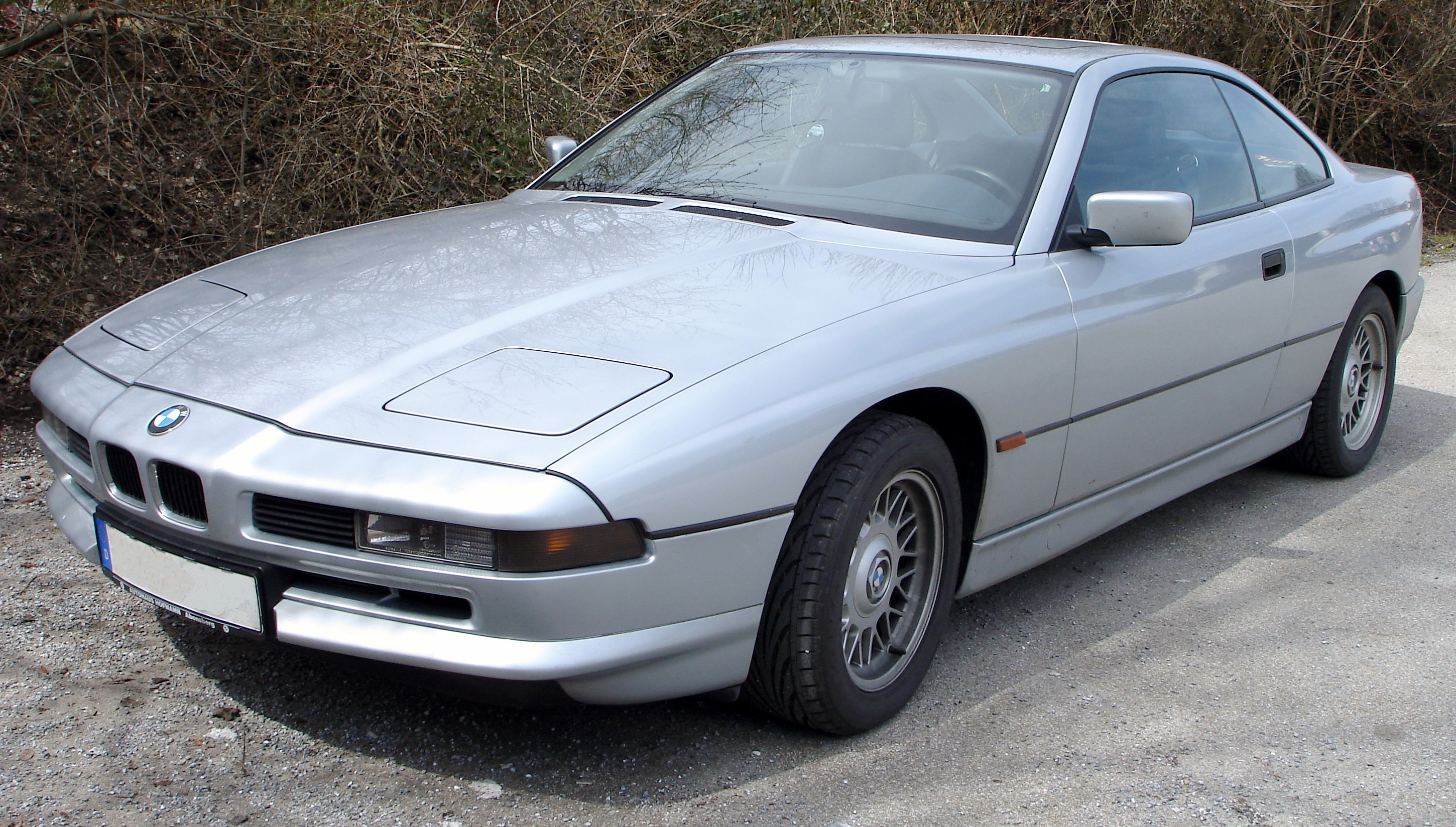
Versión 840 Ci.

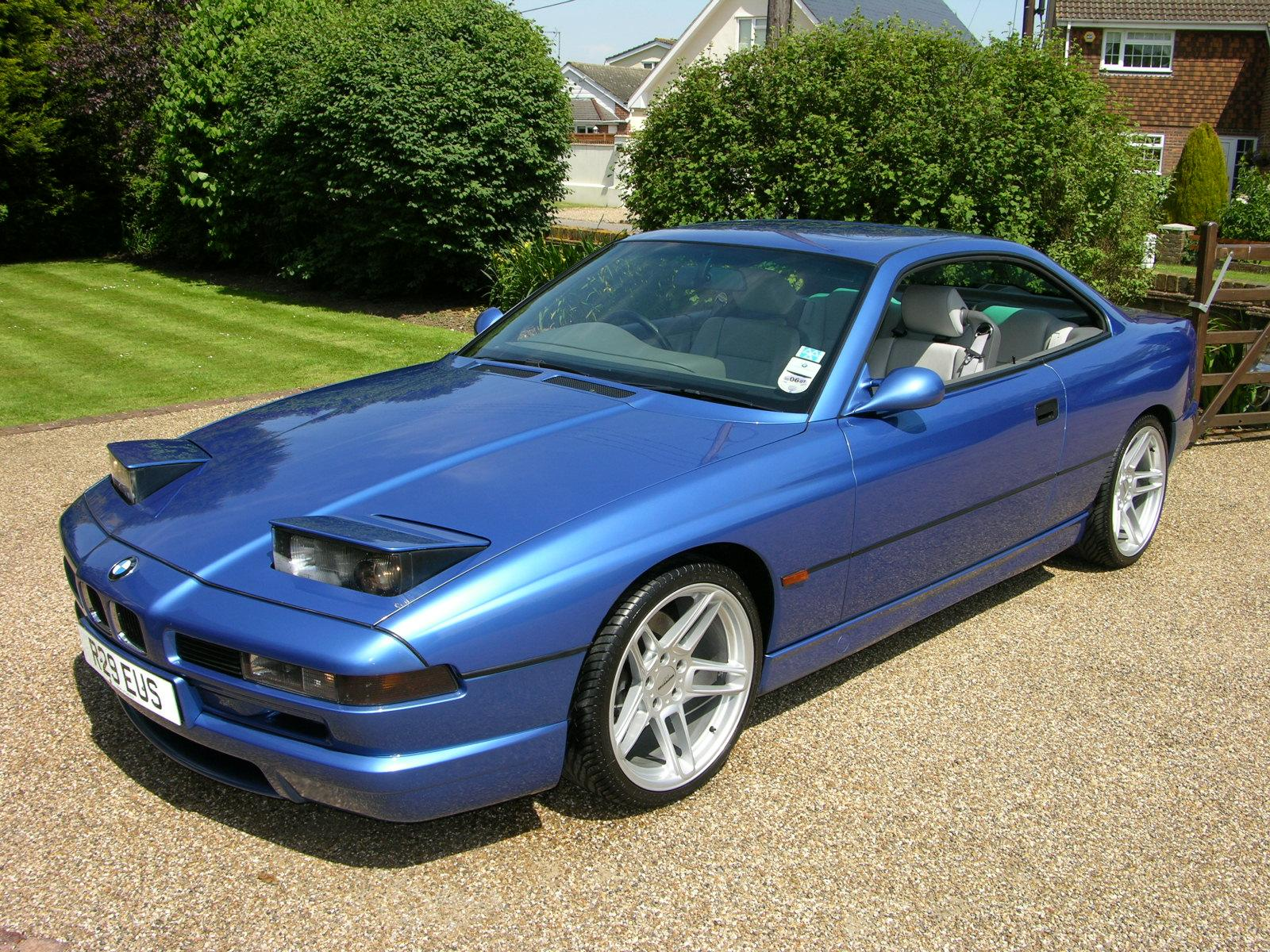
Vista frontal con los faros retráctiles abiertos.

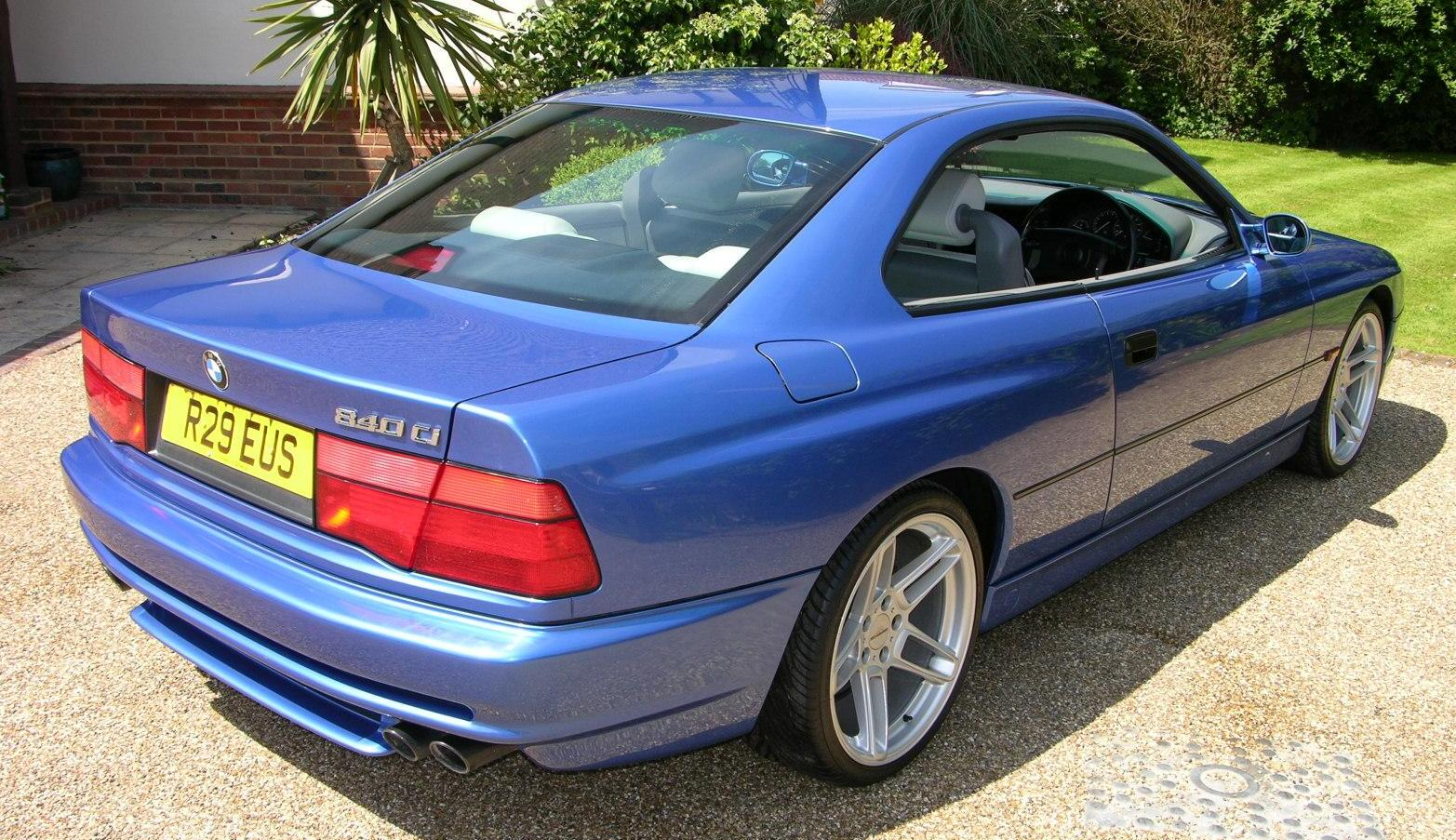
Vista trasera.

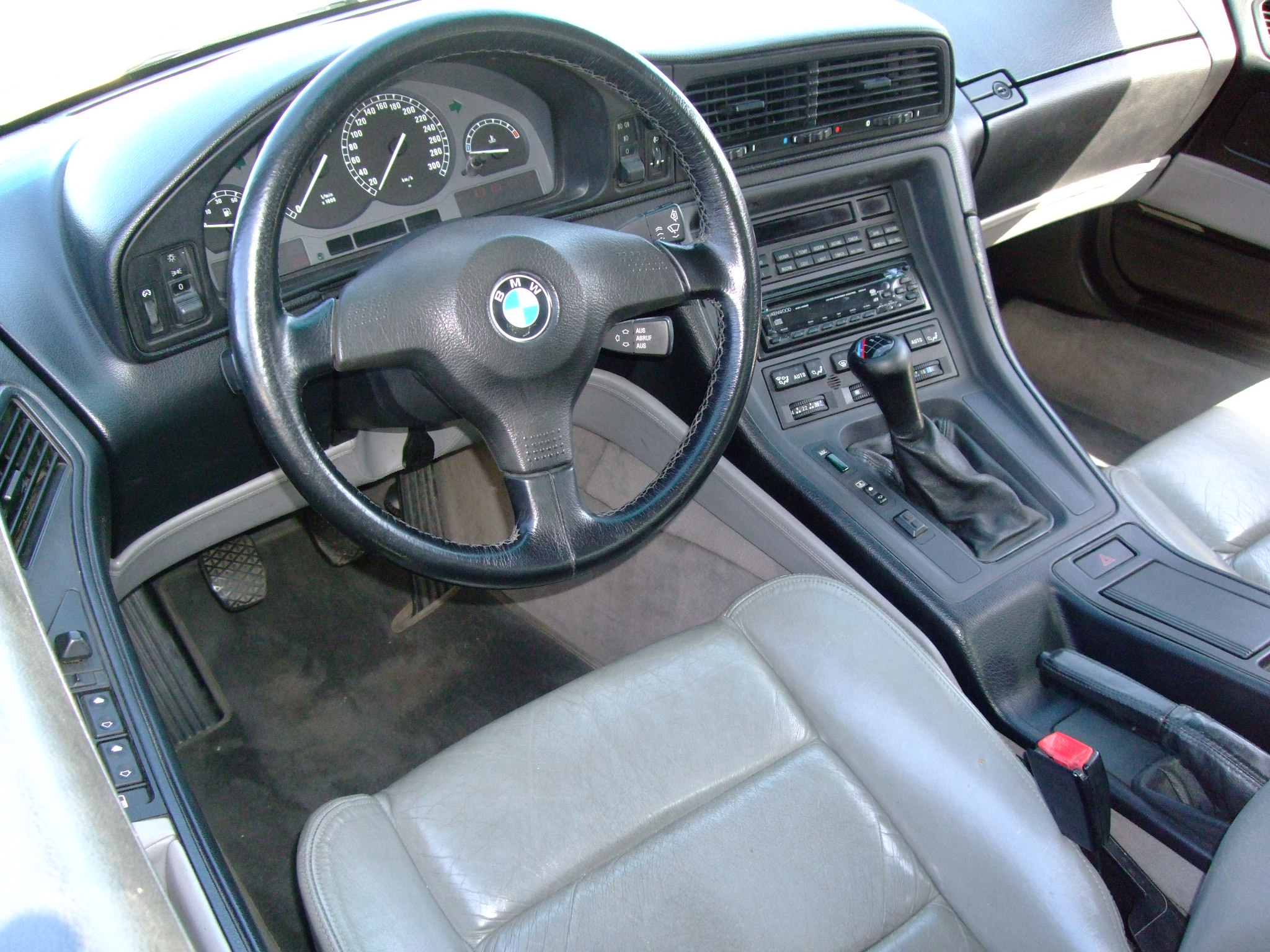
Interior de la versión 850 manual.

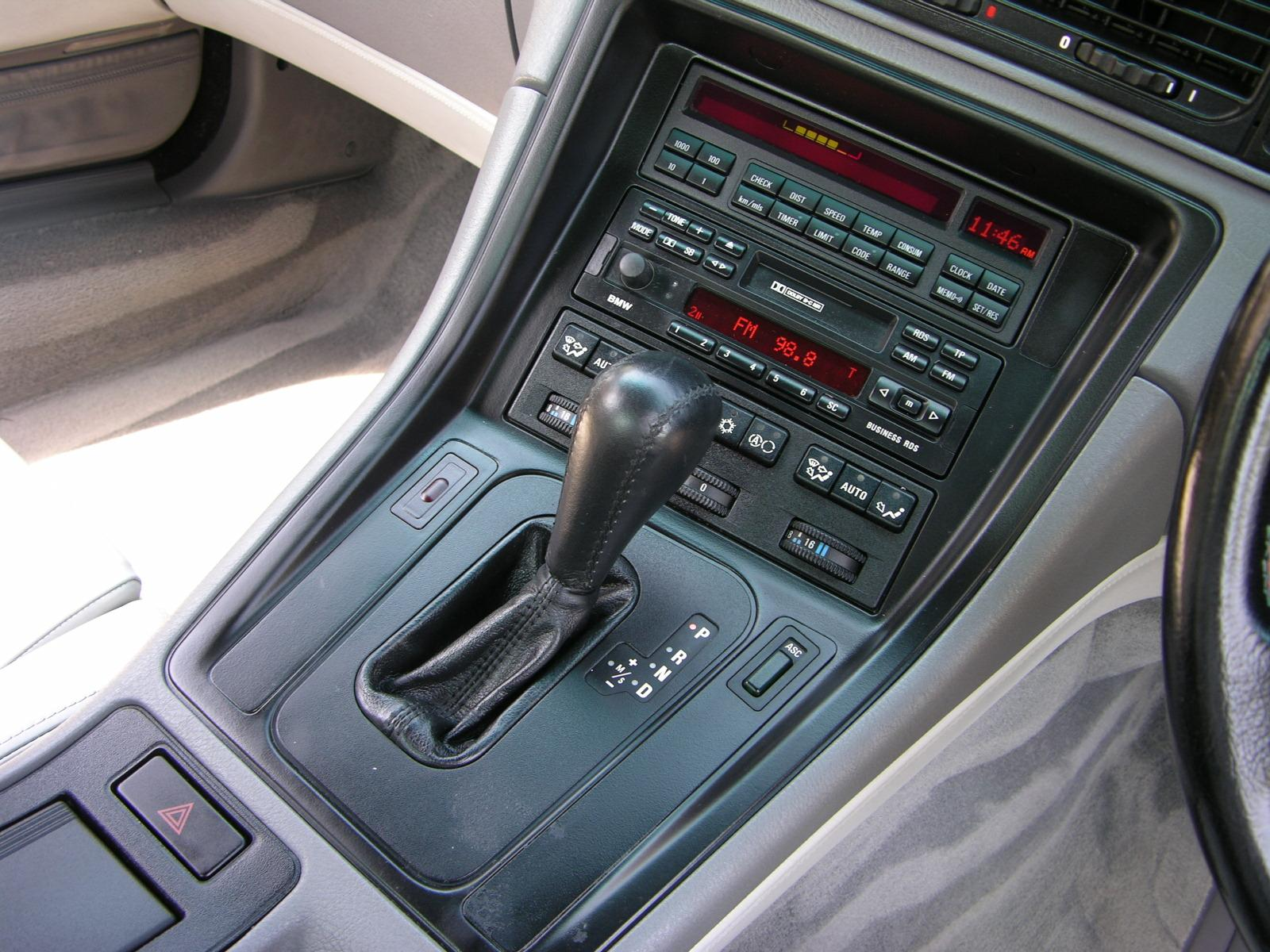
Palanca de cambios de la caja automática de un 840Ci.

La primera generación del Serie 8 es un coupé de dos puertas que fue producido con motores de gasolina de ocho y doce cilindros, denominados 840Ci y 850Ci, respectivamente. Existió también una versión denominada 850CSi. La velocidad máxima de estos modelos era de 250 km/h (155 mph) (limitada electrónicamente). Sin embargo, eliminando el limitador electrónico de velocidad, la velocidad máxima podría llegar hasta los 299 km/h (186 mph).
En 1989 se originó el malentendido de que el BMW Serie 8 era el sucesor de la Serie 6, lo cual no es correcto, ya que fue concebida como una nueva propuesta -con un valor superior- que iba dirigida a un segmento de mercado distinto al de la Serie 6.
La producción de la primera generación del BMW Serie 8 concluyó el 12 de mayo de 1999. Fueron fabricadas 30621 unidades.
Fue presentado en el Salón del Automóvil de Fráncfort en septiembre de 1989. Su producción comenzaría pocos meses después, en febrero de 1990, en la factoría alemana de Dingolfing, Baviera, donde también se fabrica la nueva generación.
Simbolizó las más altas cotas del diseño, la tecnología y el lujo que BMW era capaz de proporcionar a sus clientes. Por primera vez se emplearon para su concepción y desarrollo programas de diseño asistido por ordenador.
Destacó por sus líneas vanguardistas, con una carrocería en forma de cuña, el llamativo frontal inspirado en el del icónico BMW M1, los faros escamoteables delanteros, la ausencia de pilar B o una parte posterior recortada.
Era un coche adelantado a su tiempo y contaba con numerosos avances técnicos, inéditos en la época, como el eje trasero con 5 brazos de control, que garantiza un guiado más preciso de las ruedas, el control de estabilidad automático (ASC+T), la dirección asistida variable en función de la velocidad, el sistema de control dinámico de amortiguación (EDC), o el eje trasero con cinemática activa (precursor de la Dirección Activa Integral).
Asimismo, fue el primer vehículo de altas prestaciones en equipar un motor V12 asociado a caja de cambios manual de 6 velocidades, aunque también se comercializó con una transmisión automática de 4 relaciones.
La primera variante del E31, el BMW 850i, se impulsaba mediante un motor de 12 cilindros (M70, el mismo que utilizaban los 750i de la época), con una cilindrada de 4988 cm³ (5 litros), 2 válvulas por cilindro e inyección electrónica Bosch Motronic, era capaz de proporcionar una potencia de 300 CV (296 HP; 221 kW) a las 5200 rpm, que le permitía acelerar de 0 a 100 km/h (62 mph) en 6,8 segundos.
Apenas un par de años después de su lanzamiento, se comercializaría el BMW 850 Ci, que incorporaba una evolución del 12 cilindros, denominada M73, con una cilindrada aumentada hasta los 5379 cm³ (5,4 litros), que inicialmente contó con una potencia máxima de 300 CV (296 HP; 221 kW), aunque a partir de octubre de 1994 su potencia crecería para entregar 326 CV (322 HP; 240 kW) a las 5000 rpm, con lo que podía acelerar de 0 a 100 km/h (62 mph) en 6,3 segundos.
Al mismo tiempo, en 1993, se crearía lo que pretendía ser el modelo “de acceso” a la gama, el BMW 840 Ci, que dejaba de lado el descomunal V12 para decantarse por un motor V8 M60 de 3982 cm³ (4 litros), con 4 válvulas por cilindro, que erogaba una potencia de 286 CV (282 HP; 210 kW) a las 5800 rpm, con una leve merma en las prestaciones.
La variante con mejores prestaciones fue el BMW 850 CSi, desarrollada por BMW Motorsport, de la que solamente se construyeron 1510 unidades entre agosto de 1992 y octubre de 1996. Montaba la versión más evolucionada del V12 S70, con una cilindrada de 5576 cm³ (5,6 litros), inyección electrónica Bosch Motronic DME 1.7, con una potencia máxima de 385 CV (380 HP; 283 kW) a las 5300 rpm, lo que le catapultaba hasta los 100 km/h (62 mph), partiendo de parado, en 6 segundos justos.
Desafortunadamente, su lanzamiento coincidió en el tiempo con una fuerte recesión económica, como consecuencia de la primera Guerra del Golfo y por tanto, muchos de los planes que había para desarrollar mejores prestaciones en sus diferentes versiones del Serie 8 E31, acabaron abandonados al fondo de un cajón, como una variante Cabrio o un previsible BMW M8, conocido internamente como el Ferrari Killer, del que se conserva un prototipo en un garaje secreto denominado "Giftschrank", en los sótanos del Museo BMW, en Munich.
Aunque al menos parte de su legado sobrevivió, pues el bloque de 12 cilindros en V S70/2, sirvió como base para evolucionar el motor que llevaría a innumerables victorias al mítico McLaren F1, diseñado por Gordon Murray, alcanzando una cilindrada de 6064 centímetros cúbicos (6,1 L) y una potencia máxima de 627 CV (618 HP; 461 kW) a las 7400 rpm.
La carrocería de la serie 8 era del tipo autoportante fabricada con chapa de acero. Para mejorar el aspecto estético carecía de montante central, que fue sustituido por unos refuerzos longitudinales en el techo que hacían que la carrocería no perdiese rigidez. Bajo su capó albergaba los bloques V8 o V12, adoptando la tradicional fórmula de BMW de motor longitudinal y propulsión trasera. La serie 8 se apoyaba en una suspensión independiente perfeccionada, compuesta de brazos transversales, amortiguadores, pequeñas bielas de presión y estabilizador transversal. Para transmitir el imponente par a las ruedas traseras, BMW optó por montar un eje integral, sostenido por una combinación de muelles y amortiguadores unidos al estabilizador transversal y provistos además de un autoblocante electrónico.

### M8
Existió un prototipo denominado M8, que habría sido un Serie 8 de altísimas prestaciones, dirigido a competir con automóviles con potencias superiores a los 500 CV (493 HP; 368 kW). Este prototipo M8 fue equipado con un motor V12 de 6 litros con una potencia máxima de 550 CV (542 HP; 405 kW), al que se le conocía internamente como el "Ferrari Killer". Sin embargo, BMW decidió no lanzarlo al mercado, ya que sus directivos estimaron que en los años 1990 no existía un nicho de mercado suficientemente grande para justificar la producción en serie de ese modelo.
En un movimiento histórico, ha sido presentado ayer a un selecto grupo de periodistas del motor en el Museo BMW de Munich. Los responsables de la marca llegaron a afirmar que el BMW M8 jamás había existido y que el único prototipo creado había sido destruido. Inicialmente fue un vehículo pensado para competir contra Ferraris, como el 456 GT y su potencia no hubiese sido superada por otro BMW Motorsport, hasta la llegada de los BMW X5 M y BMW X6 M.
Exteriormente no tiene los clásicos faros escamoteables, solamente unos pequeños y estirados faros frontales a ambos lados de los riñones clásicos, reducidos a la mínima expresión. El M8 tiene una toma de refrigeración para los frenos delanteros, muy bien integrada en un paragolpes más aerodinámico que el que nos encontramos en otros Serie 8. Los pasos de rueda son más anchos – como todo buen Motorsport – y en el trasero se ubica una gran toma de aire vertical, probablemente para refrigerar algún componente.
Unas llantas oscuras contrastan con el color rojo del prototipo. El negro también está muy presente en un interior inédito hasta la fecha. Recubierto en Alcantara por todas partes, es mucho más espartano que la habitual opulencia de los Serie 8. Dos asientos tipo baquet de fibra de carbono reemplazan a butacones de cuero y en la consola central el hueco del equipo de sonido lo ocupa más instrumentación. Los asientos traseros son inexistentes, con el motivo de ahorrar peso. Son técnicas de adelgazamiento similares a las practicadas por BMW con el M3 GTS.
Acoplado al cambio manual, llegamos a la parte más interesante: el motor que se denominó S70, cuya potencia era tal en aquel entonces, que es apenas superada por los actuales X5 M y X6 M, por 5 CV (3,7 kW). Tenía los colectores y tapas de válvulas en fibra de carbono. Como no había mercado para un coche así por aquella época, BMW no desperdició el trabajo realizado y continuó desarrollando el propulsor, que terminó montado con excelentes resultados en los McLaren F1.

### 830i
Además del M8, existió otro prototipo llamado 830i que no alcanzó la fase de producción planeada de abril a diciembre de 1992. Como una potencial versión de entrada, iba a ser equipado con un motor V8 de 3 litros, conocido internamente con el código M60B30, que producía una potencia máxima de 218 CV (215 HP; 160 kW) y un par máximo de 296 N·m (218 lb·pie), derivado de los 530i y 730i. Se fabricaron 18 coches, de los cuales 13 tenían instalada una caja automática. El modelo se eliminó en favor del 840Ci y casi todas las 18 unidades fueron desmanteladas, quedando solamente uno de ellos en el Museo BMW.

### Alpina B12
El preparador alemán Alpina modificó dos versiones diferentes del coupé: La variante 850i original se denominó como B12 5.0, la cual constaba de un motor V12 M70 de 4988 cm³ (5 L), cuya potencia máxima fue aumentada, a través de varios retoques, hasta los 350 CV (345 HP; 257 kW). Originalmente se acompañaba de un cambio manual de seis marchas o un automático de cuatro, siendo esta opción la elegida para la preparación. Era capaz de alcanzar una velocidad máxima de 280 km/h (174 mph) y tardaba solamente 6.8 segundos para los 100 km/h (62 mph), manteniendo además el consumo medio a los 10,5 L/100 km (9,5 km/L; 22,4 mpgAm)
La versión superior 850CSi constaba del bloque S70 con 5646 cm³ (5,6 L) de cilindrada, aunque se denominaba como B12 5.7. Alpina fue capaz de incrementar su potencia máxima hasta los 416 CV (410 HP; 306 kW), que se trasladaban a las ruedas traseras a través de un cambio manual de seis marchas. En esta versión las capacidades se disparaban, reduciendo en un segundo el tiempo para alcanzar los 100 km/h (62 mph) y siendo capaz de rebasar la barrera de los 300 km/h (186 mph). Su consumo medio era 13,4 L/100 km (7,5 km/L; 17,6 mpgAm), relativamente correcto para la época y el motor.
Incrementando sus capacidades de agarre al asfalto, sumaba unos frenos de disco Performance enganchados a unas llantas de aleación de 18 pulgadas (45,7 cm) con un diseño simple, pero elegante. Los neumáticos eran de 245/40 en las cuatro ruedas en el 850i, mientras que el 850CSi retocado montaba unos 245/40 ZR 18 en el eje delantero y 285/35 ZR 18 en el eje trasero.

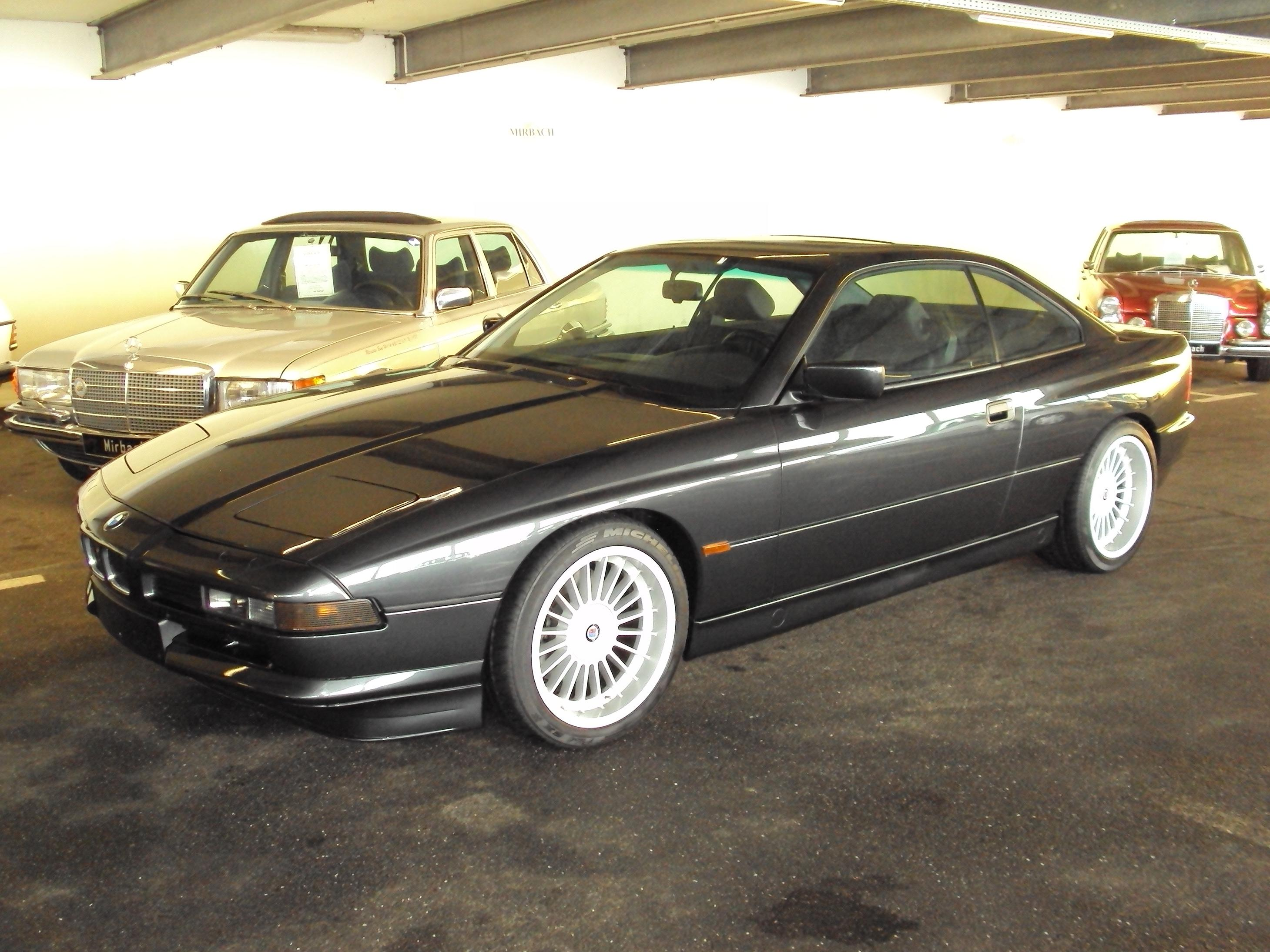
Versión 5.0 Coupé en Hamburgo.
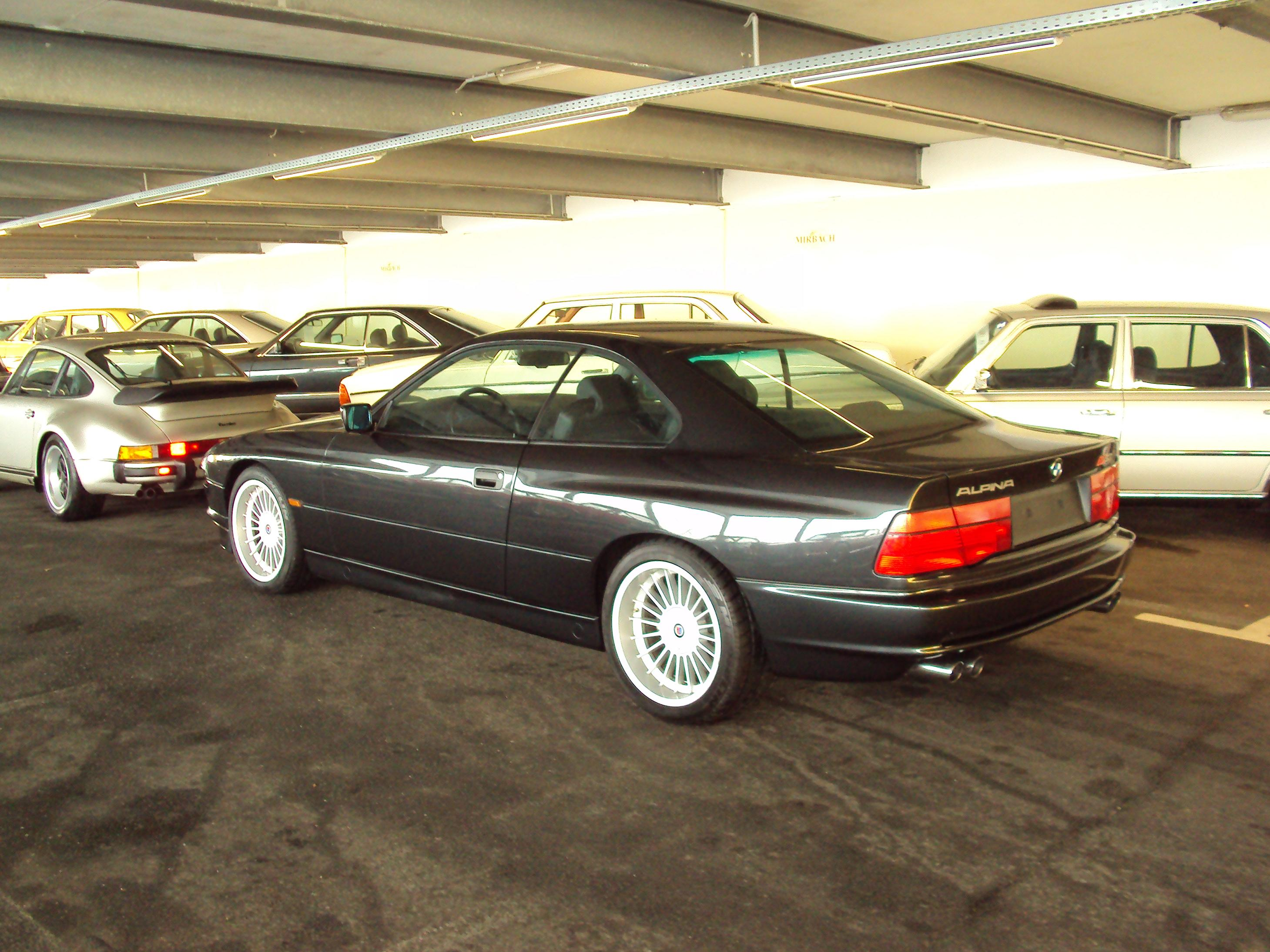
Vista trasera.
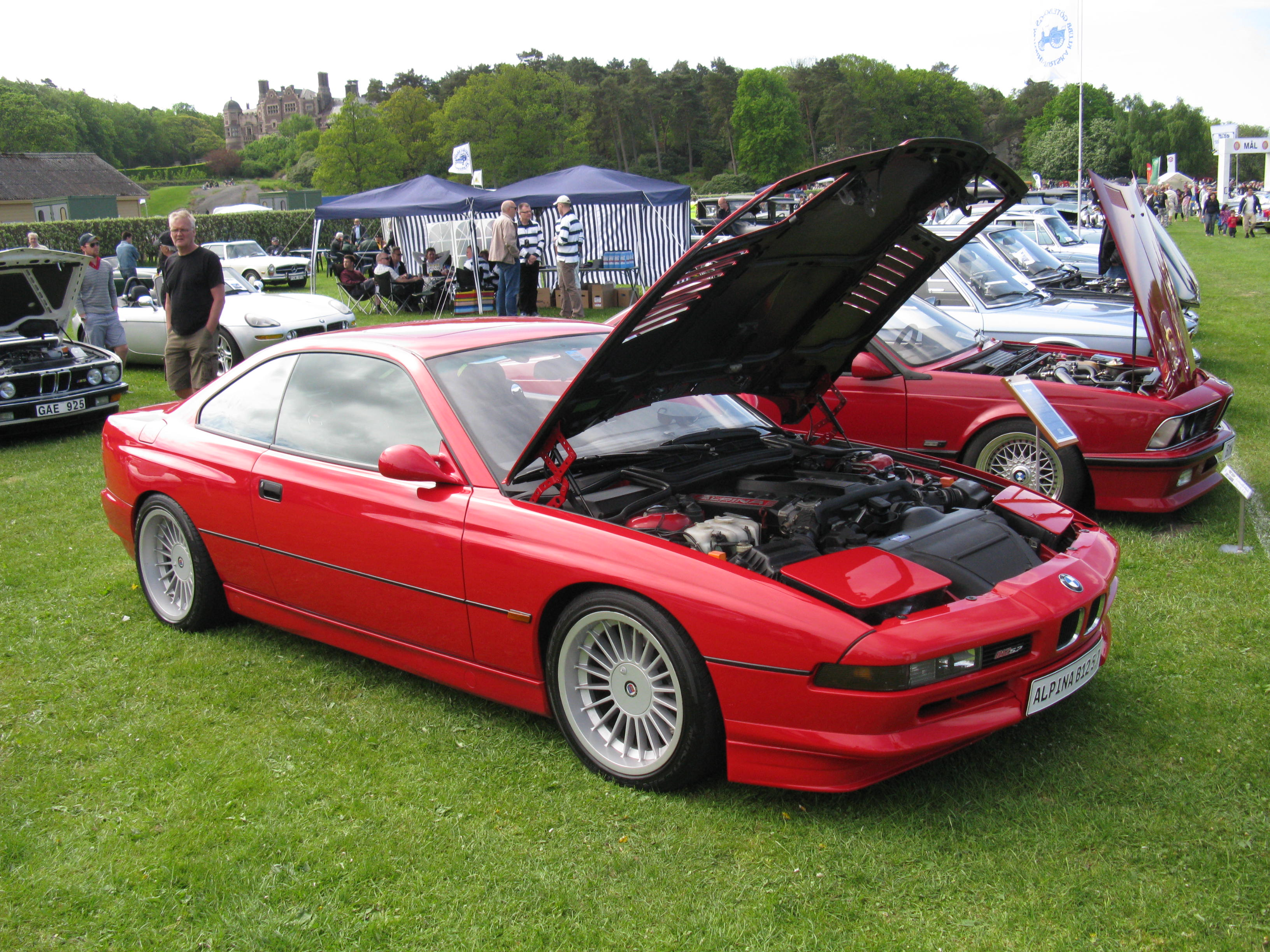
Versión 5.7 Coupé con el capó abierto.
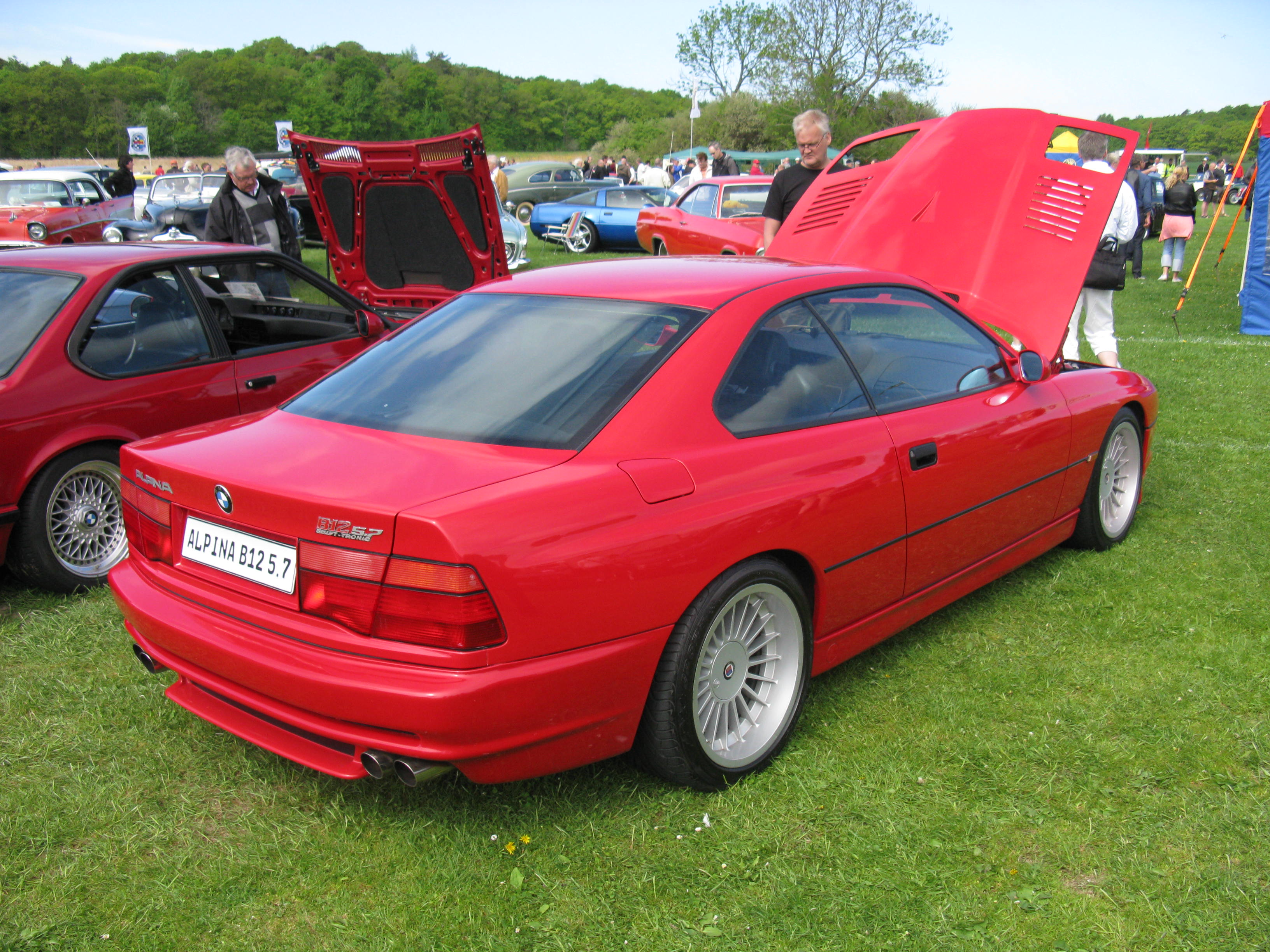
Vista trasera.
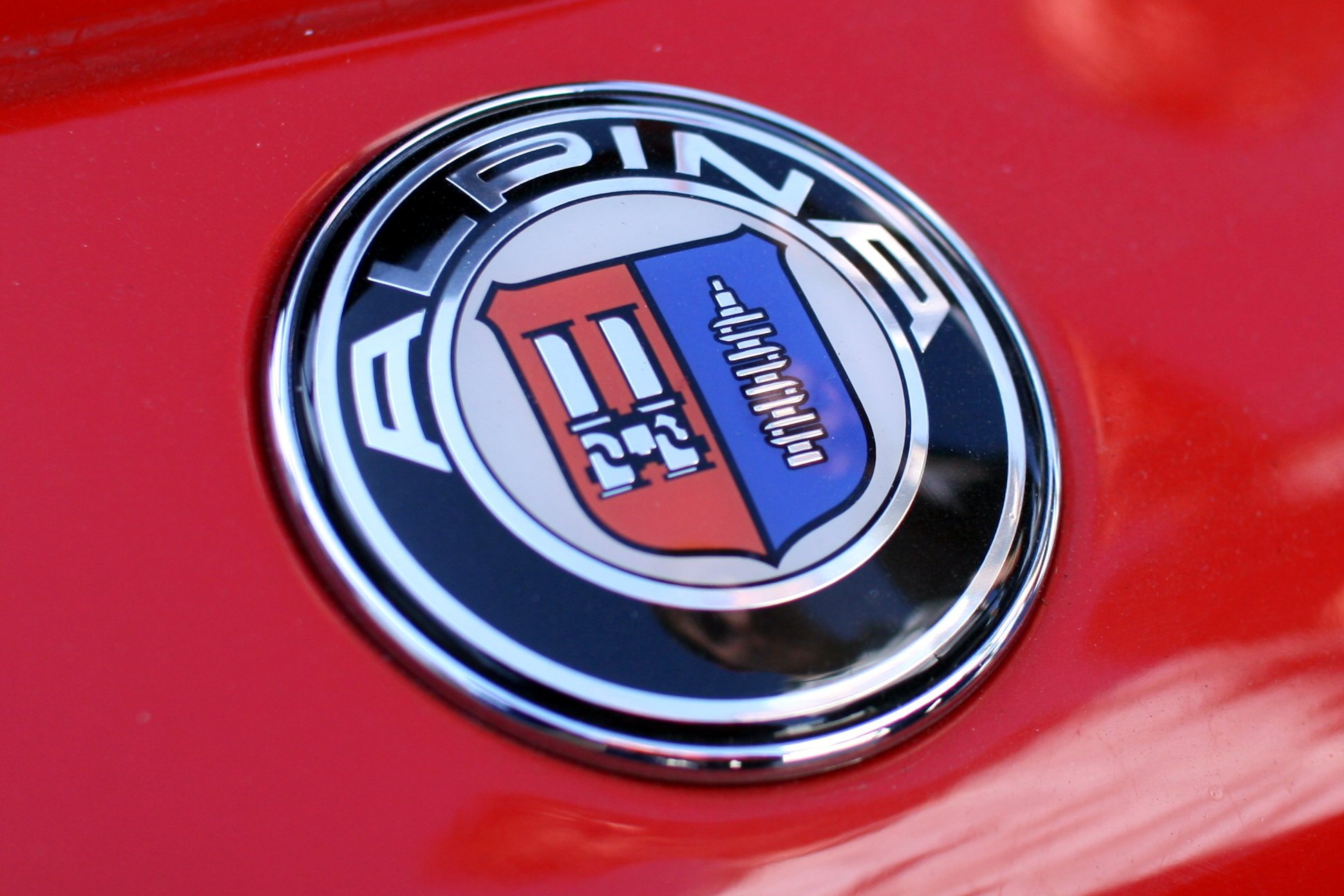
Logotipo de la compañía.

### Motorizaciones
A continuación las especificaciones de las diferentes versiones:
| Modelos                         | 840i                                                  | 840Ci                                                 | 850i/Ci                                               | 850Ci                                          | 850 CSi                                        | Alpina B12 5.0                       | Alpina B12 5.7                       |
| ------------------------------- | ----------------------------------------------------- | ----------------------------------------------------- | ----------------------------------------------------- | ---------------------------------------------- | ---------------------------------------------- | ------------------------------------ | ------------------------------------ |
| Período                         | 1993-1996                                             | 1995-1999                                             | 1989-1994                                             | 1994-1999                                      | 1992-1996                                      | 1990-1994                            | 1992-1996                            |
| Código del motor                | M60 B40                                               | M62 B44                                               | M70 B50                                               | M73 B54                                        | S70 B56                                        | D1/1 (basado en el M70)              | D2 (basado en el S70)                |
| Tipo de motor                   | V8 a 90° DOHC 32 válvulas                             | V8 a 90° DOHC 32 válvulas                             | V12 a 60° SOHC 24 válvulas                            | V12 a 60° SOHC 24 válvulas                     | V12 a 60° SOHC 24 válvulas                     | V12 a 60° SOHC 24 válvulas           | V12 a 60° SOHC 24 válvulas           |
| Cilindrada                      | 3982 cm³ (4 L; 243 plg³)                              | 4398 cm³ (4,4 L; 268,4 plg³)                          | 4988 cm³ (5 L; 304,4 plg³)                            | 5379 cm³ (5,4 L; 328,2 plg³)                   | 5576 cm³ (5,6 L; 340,3 plg³)                   | 4988 cm³ (5 L; 304,4 plg³)           | 5646 cm³ (5,6 L; 344,5 plg³)         |
| Diámetro x carrera              | 89 x 80 mm (3,50 x 3,15 plg)                          | 92 x 82,7 mm (3,62 x 3,26 plg)                        | 84 x 75 mm (3,31 x 2,95 plg)                          | 85 x 79 mm (3,35 x 3,11 plg)                   | 86 x 80 mm (3,39 x 3,15 plg)                   | 84 x 75 mm (3,31 x 2,95 plg)         | 86 x 81 mm (3,39 x 3,19 plg)         |
| Relación de compresión          | 10.0:1                                                | 10.0:1                                                | 8.8:1                                                 | 10.0:1                                         | 9.8:1                                          | 9.5:1                                | 10.0:1                               |
| Potencia máxima                 | 286 CV (282 HP; 210 kW) @ 5800 rpm                    | 286 CV (282 HP; 210 kW) @ 5700 rpm                    | 300 CV (296 HP; 221 kW) @ 5200 rpm                    | 326 CV (322 HP; 240 kW) @ 5000 rpm             | 380 CV (375 HP; 279 kW) @ 5300 rpm             | 350 CV (345 HP; 257 kW) @ 5300 rpm   | 416 CV (410 HP; 306 kW) @ 5400 rpm   |
| Par motor máximo                | 400 N·m (295 lb·pie) @ 4500 rpm                       | 420 N·m (310 lb·pie) @ 3900 rpm                       | 450 N·m (332 lb·pie) @ 4100 rpm                       | 490 N·m (361 lb·pie) @ 3900 rpm                | 550 N·m (406 lb·pie) @ 4000 rpm                | 470 N·m (347 lb·pie) @ 4000 rpm      | 570 N·m (420 lb·pie) @ 4000 rpm      |
| Transmisión                     | Manual de 6 velocidades o automática de 5 velocidades | Manual de 6 velocidades o automática de 5 velocidades | Manual de 6 velocidades o automática de 5 velocidades | Automática de 5 velocidades                    | Manual de 6 velocidades                        | Automática de 4 velocidades          | Manual de 6 velocidades              |
| Velocidad máxima                | 250 km/h (155 mph) (limitada electrónicamente)        | 250 km/h (155 mph) (limitada electrónicamente)        | 250 km/h (155 mph) (limitada electrónicamente)        | 250 km/h (155 mph) (limitada electrónicamente) | 250 km/h (155 mph) (limitada electrónicamente) | 281 km/h (175 mph)                   | 300 km/h (186 mph)                   |
| Aceleración 0–100 km/h (62 mph) | 7.0 segundos                                          | 6.9 segundos                                          | 6.8 segundos                                          | 6.3 segundos                                   | 6.0 segundos                                   | 6.8 segundos                         | 5.8 segundos                         |
| Consumo combinado               | 9,6 L/100 km (10,4 km/L; 24,5 mpgAm)                  | 9,3 L/100 km (10,8 km/L; 25,3 mpgAm)                  | 10,4 L/100 km (9,6 km/L; 22,6 mpgAm)                  | 9,9 L/100 km (10,1 km/L; 23,8 mpgAm)           | 10,2 L/100 km (9,8 km/L; 23,1 mpgAm)           | 10,5 L/100 km (9,5 km/L; 22,4 mpgAm) | 10,9 L/100 km (9,2 km/L; 21,6 mpgAm) |

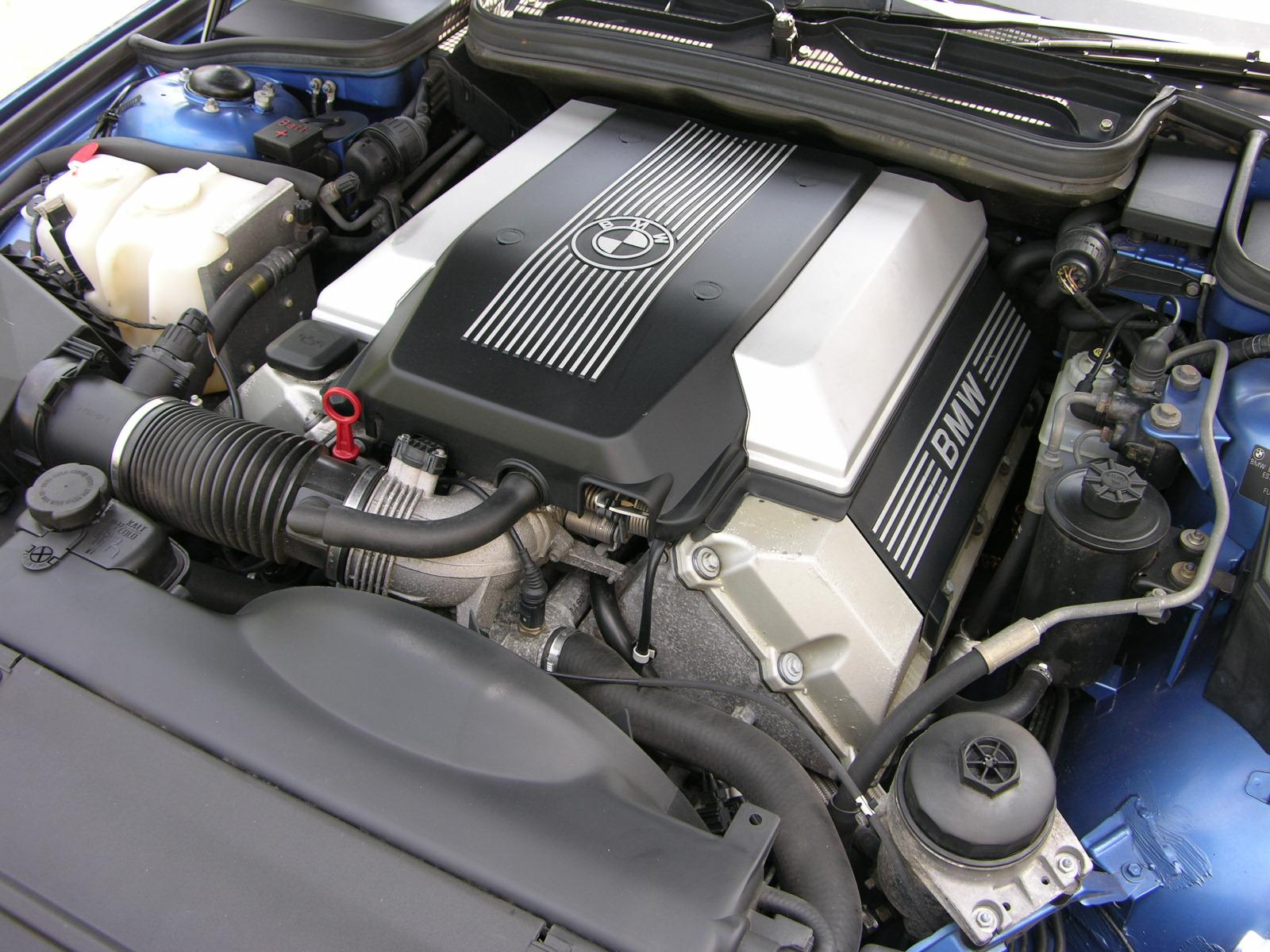
V8 M62 de un 840Ci Sport.
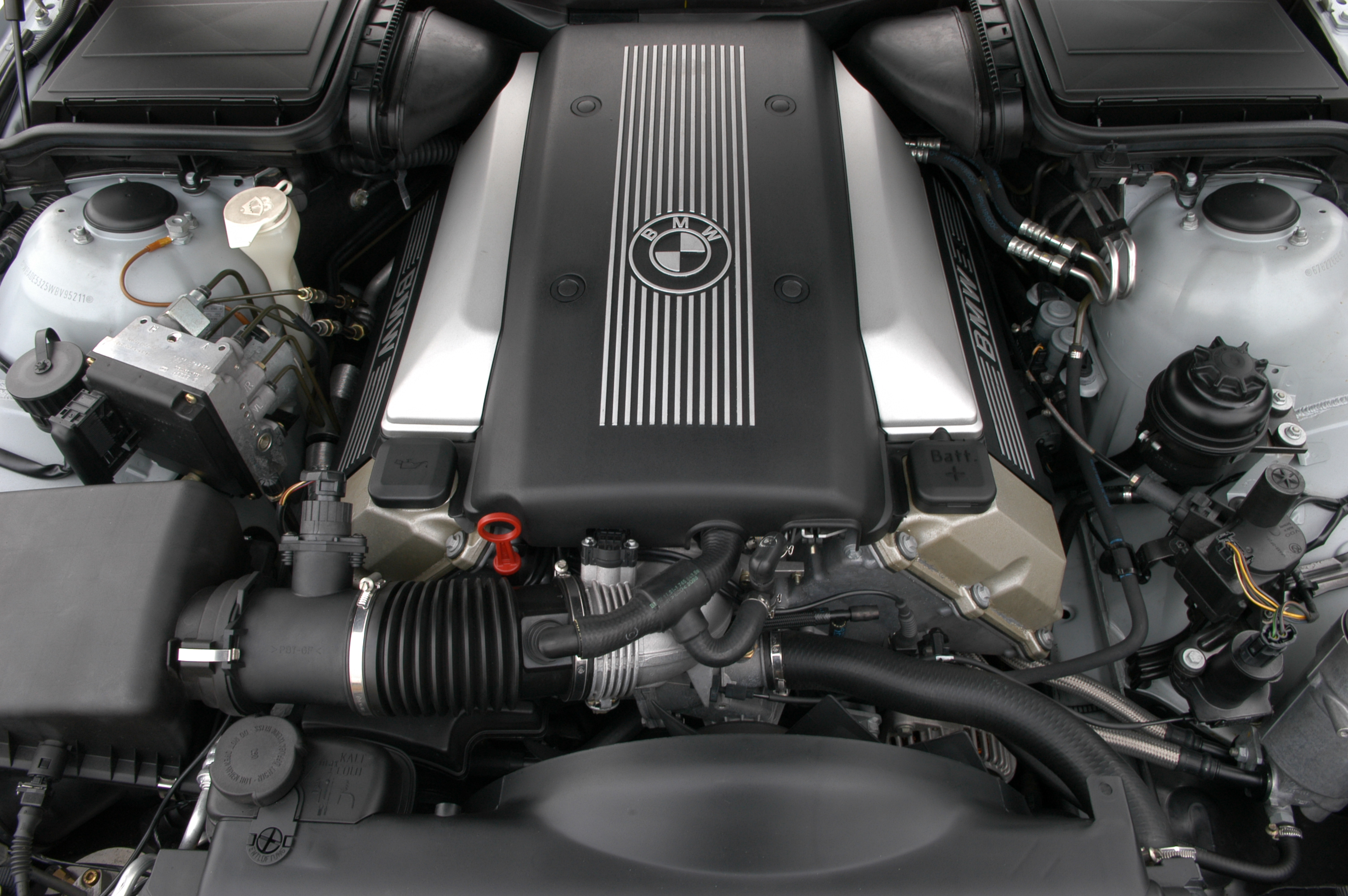
V8 M62B44.
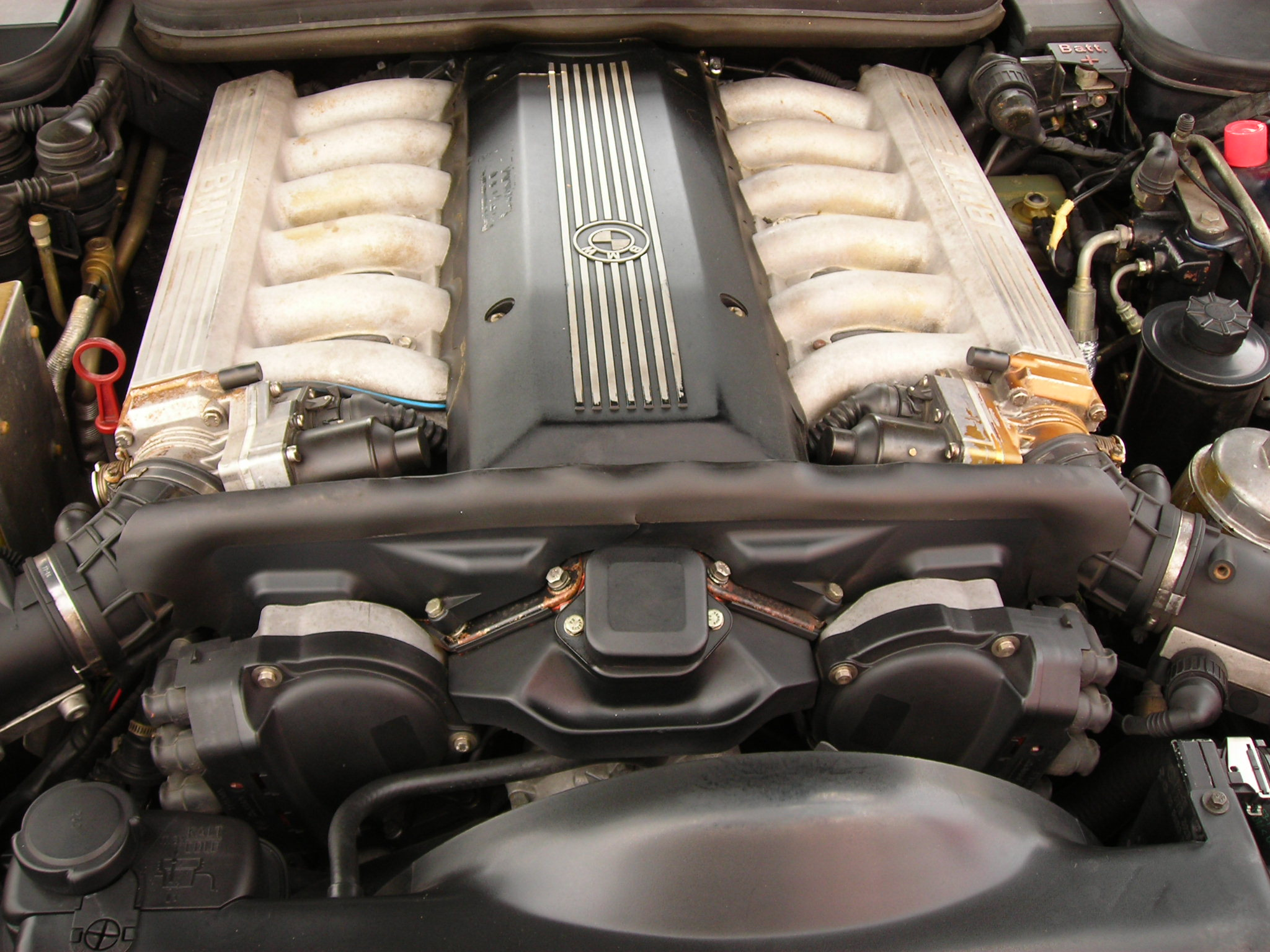
V12 de un 850.
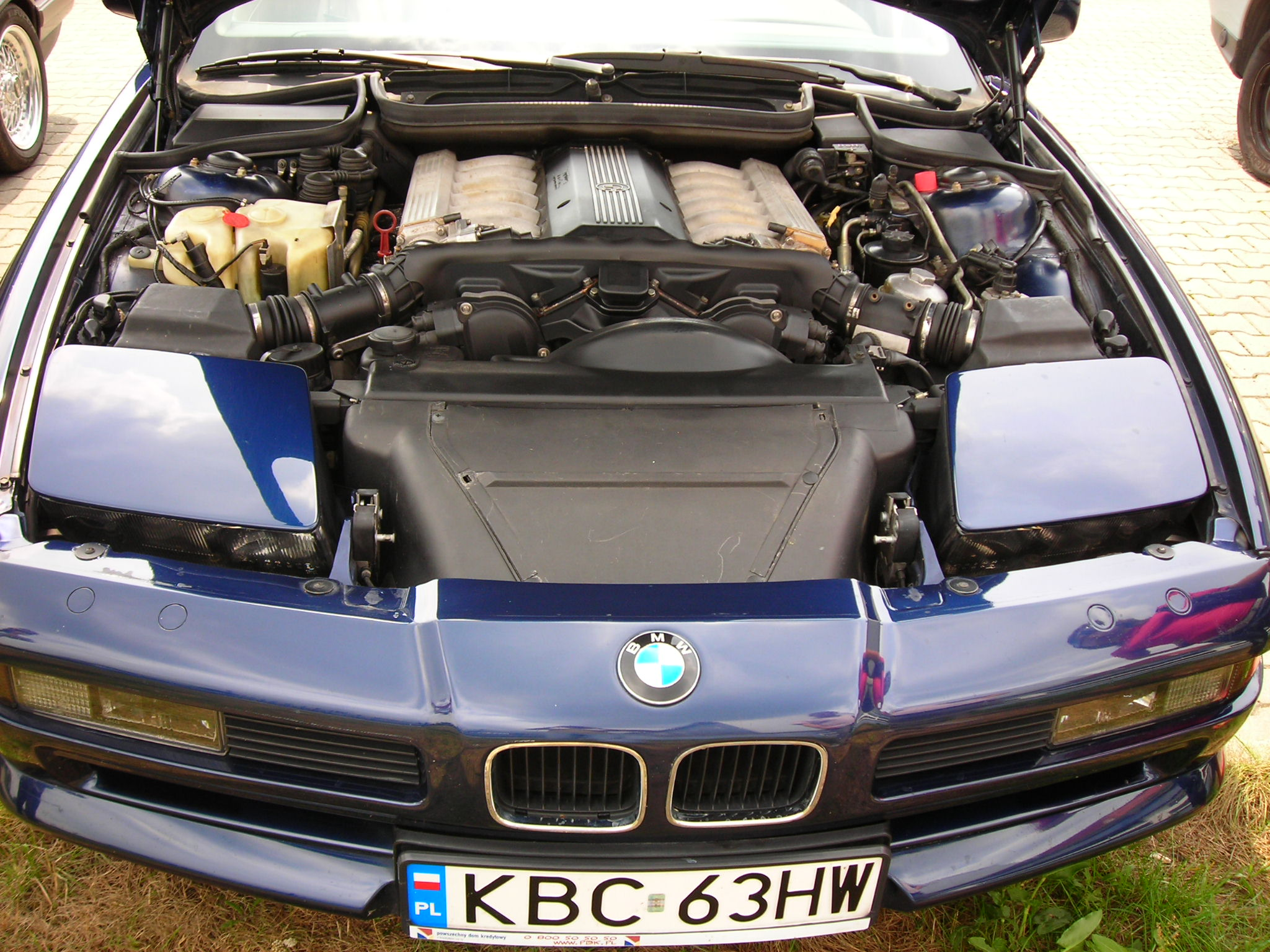
V12 en un E31.
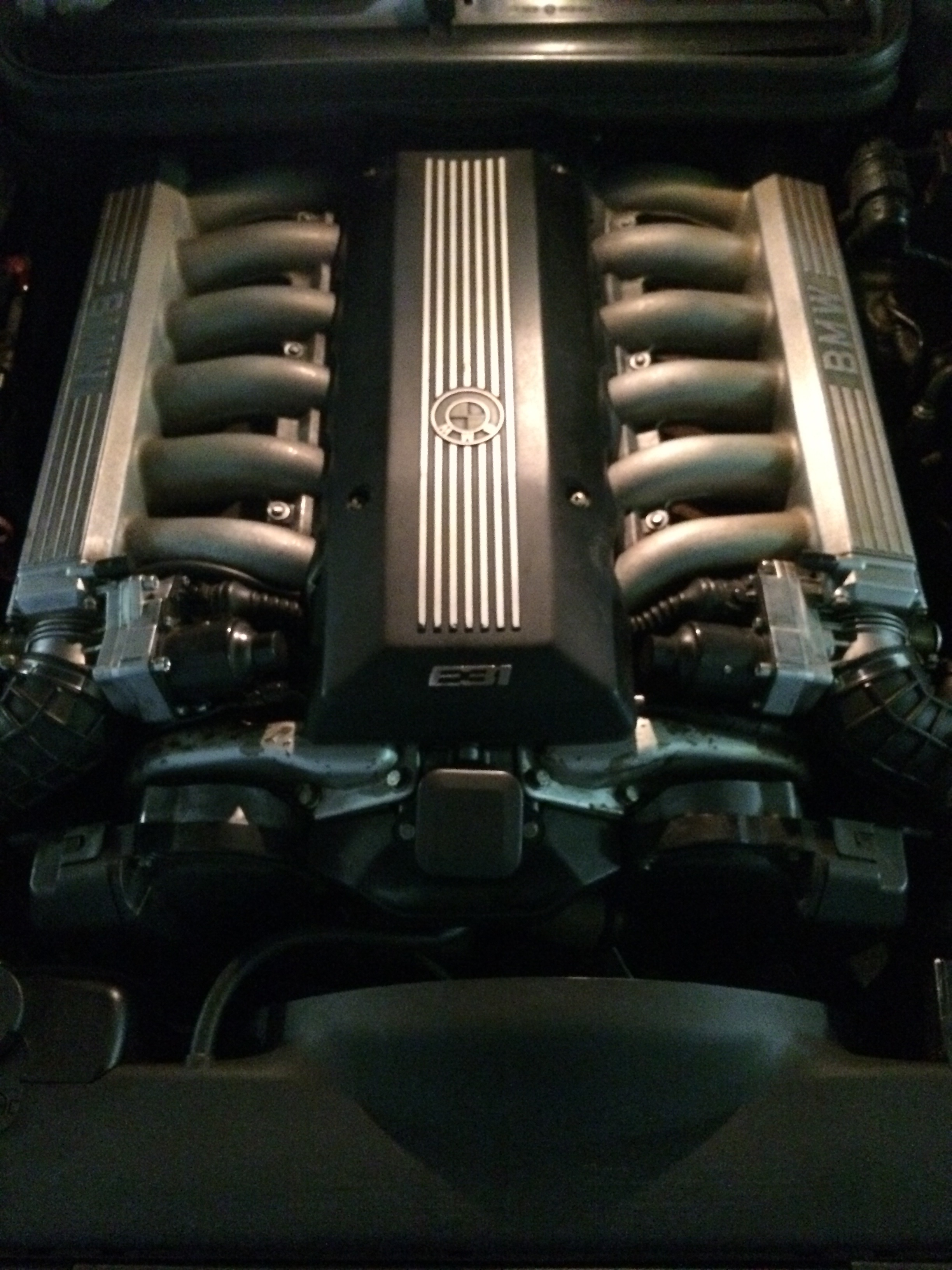
V12 M70B50 en un 850i.
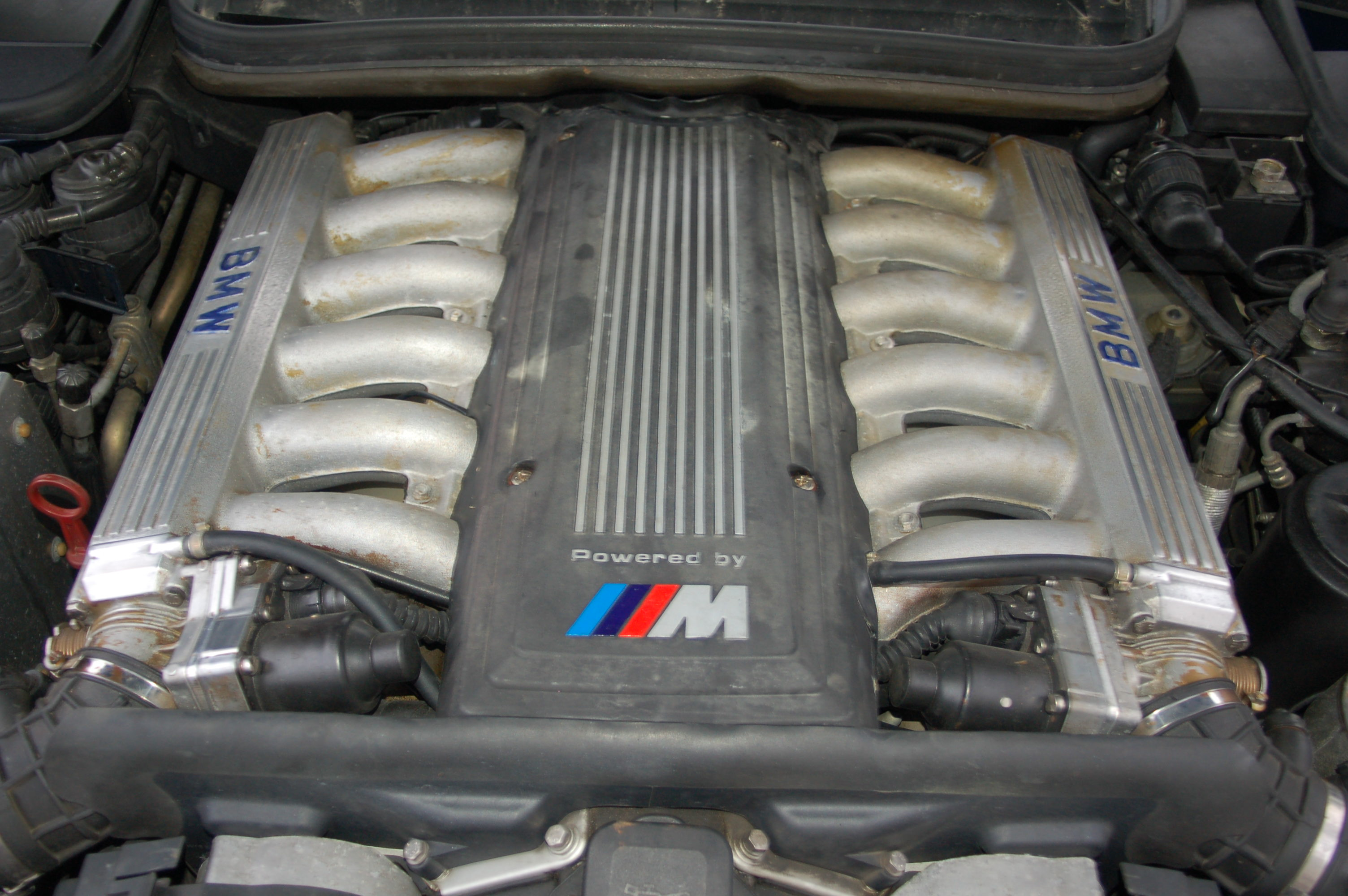
V12 S70 de 5576 cm³ (5,6 litros).

### Apariciones en medios
La versión 850CSi ha aparecido en algunos videojuegos de carreras, como: Forza Motorsport 4, Forza Motorsport 6, Forza Motorsport 7 y Forza Horizon 2.

## G14/G15/G16

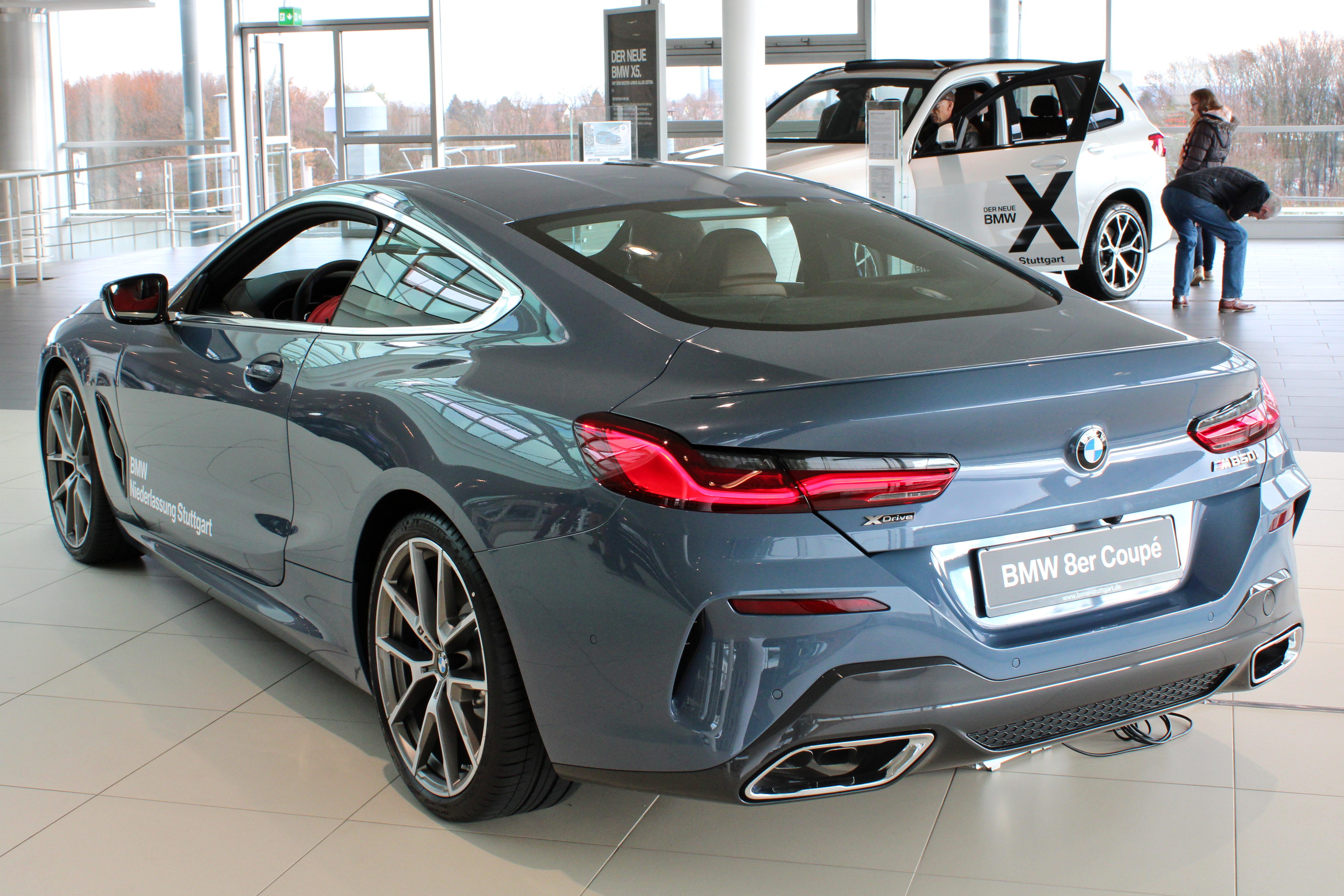
Vista trasera del M850i Coupé.

En 2018, BMW anunció una segunda generación del Serie 8, lanzando un concepto, el cual desvela alguna de las sorpresas que estarán en este modelo, como el motor V8 de 4395 cm³ (4,4 litros) biturbo, procedente de otros modelos de la marca, o el motor V12 biturbo procedente del 760Li M.
Se ofrece con las siguientes carrocerías: coupé o convertible, ambos de 2 puertas; y un sedán de cuatro puertas llamado "Gran Coupé". También se ofrece una versión de altas prestaciones denominada M8, convirtiéndose posiblemente en el modelo más potente de la marca, además de una versión específica del M8 conocida como el M8 GTE, que compite en diferentes campeonatos de resistencia.
La segunda generación de la Serie 8 comenzó a venderse en 2018, como reemplazo de la Serie 6, creciendo en empaque, lujo y tecnología, con un posicionamiento aún más premium.
Sus rivales más naturales son: el Mercedes-Benz Clase S Coupé, que brilla sobre todo por ser muy confortable, o como la nueva generación del Bentley Continental GT. Tampoco nos podemos olvidar del Aston Martin DB11, un lujoso GT británico, que competirá en sus versiones más potentes con el Serie 8. Entre los rivales de la versión Gran Coupé, encontramos al Audi A7 Sportback, el Porsche Panamera y el Mercedes-AMG GT de cuatro puertas.
Mide 4,84 metros (190,6 plg) de longitud y 1,9 metros (74,8 plg) de ancho. Es 26 cm (10,2 plg) más corto que el Serie 7 de batalla corta, de 5,1 metros (200,8 plg) de longitud. Para mantener el peso a raya, emplea aluminio en varios paneles de su carrocería, como: puertas, capó, portón trasero; y polímeros reforzados con fibra de carbono. Tiene cuatro plazas reales y su maletero tiene 420 litros (14,8 pies cúbicos) de capacidad, suficiente para un viaje de fin de semana de dos parejas.
Se ofrece un diseño afilado, con un frontal de ópticas muy rasgadas y una calandra sobredimensionada. En vez de líneas rectas y pocos nervios, se muestra musculoso en su capó y pasos de rueda, pero también elegante. En la zaga tenemos unas ópticas LED bastante discretas y un spoiler integrado en el portón del maletero.
Las salidas de escape son reales y en ellas se esconden dos tubos de escape circulares, apenas visibles desde el exterior. Llantas de hasta 20 pulgadas (50,8 cm) y amplias posibilidades de personalización, a través de BMW Individual y M Performance, ponen la guinda a un diseño evocador, pero no rompedor.

### Interior

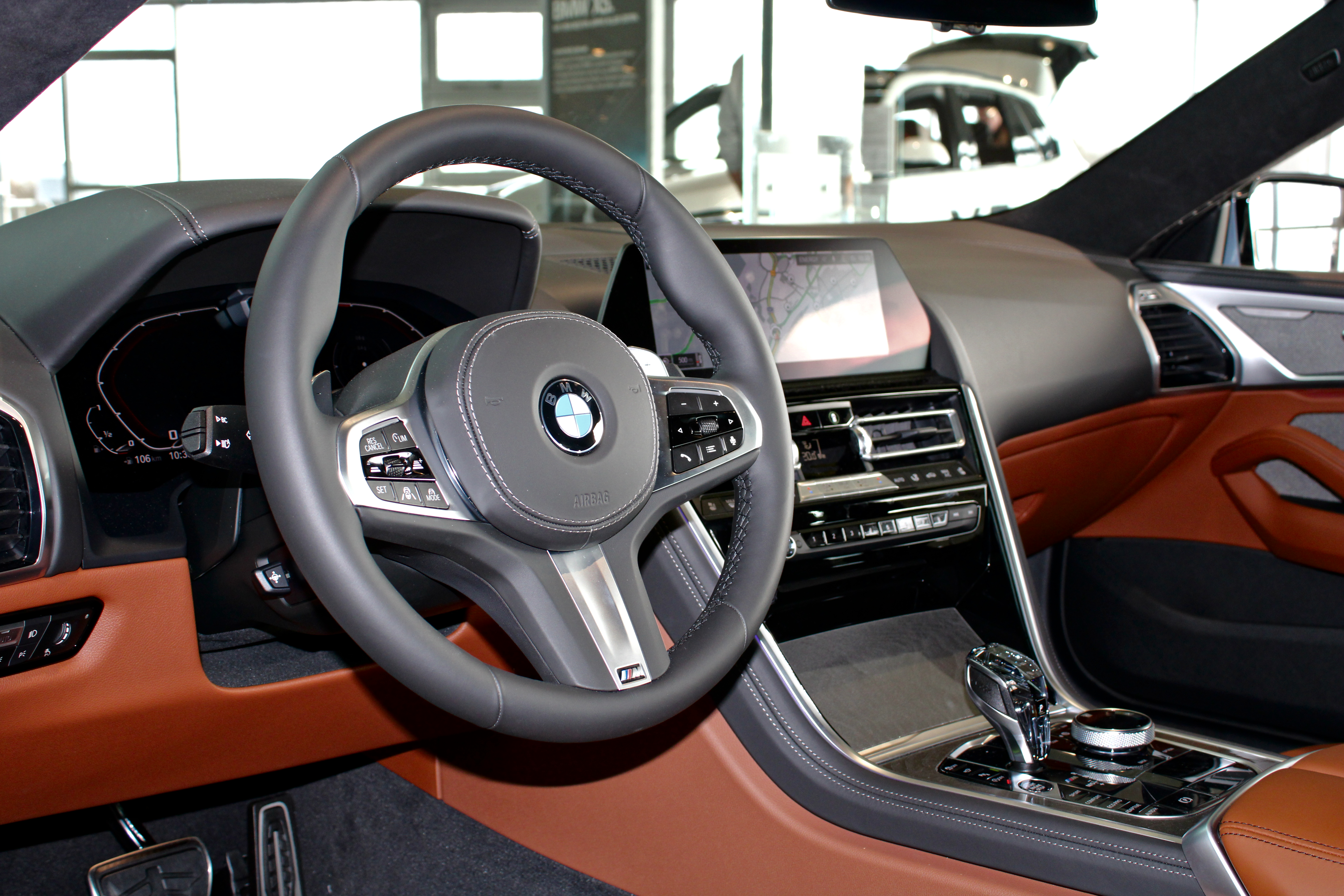
Interior del M850i Coupé.

Como buque insignia de la marca, hereda la enorme carga tecnológica de los Serie 7 con los que comparte arquitectura y algunas motorizaciones. Equipa el BMW Live Cockpit Professional, la instrumentación completamente digital de BMW sin ningún tipo de apoyo analógico. Tiene unos gráficos de aspecto futurista y está completamente integrada con el sistema de infoentretenimiento del coche. La instrumentación digital con pantalla de 12,3 pulgadas (31,2 cm) completamente configurable, permite al conductor elegir qué información visualizar y en qué momento.
Su habitáculo tiene superficies limpias, sin abandonar del todo la profusión de botones de otros BMW. Su aspecto es más minimalista y elegante, pero igual de tecnológico, como la enorme pantalla de 10,25 pulgadas (26,0 cm) del sistema de "infotainment". Comparte sistema de control gestual con otros BMW, así como las últimas asistencias en conducción de la marca.
Aunque es un coche creado para ser disfrutado conduciendo, posee un sistema de conducción semiautónoma, similar al Autopilot de Tesla o al Drive Pilot de Volvo, que en autopista y carreteras convencionales conducirá por nosotros, siempre que se tengan las manos sobre el volante.

### M8

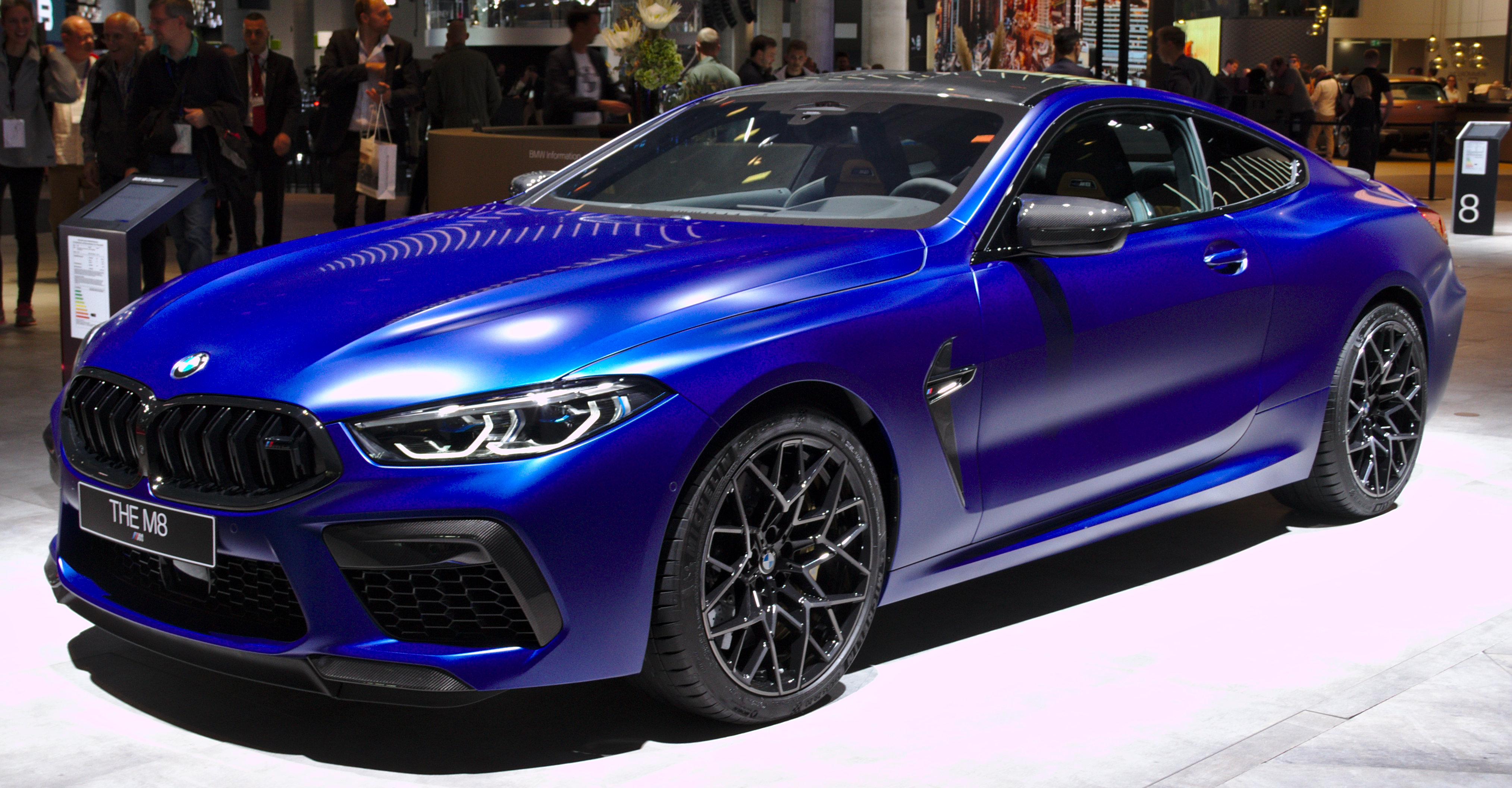
M8 en el Salón del Automóvil de Fráncfort de 2019.

El tope de gama deportivo de la Serie 8 se llama M8. Está disponible en carrocerías Coupé y Cabrio y en ambos casos, está animado por un motor V8 de 4395 cm³ (4,4 litros) TwinPower biturbo con una potencia máxima de 625 CV (616 HP; 460 kW), para la versión M8 Competition. Todos los M8 emplean un sistema de tracción total permanente M xDrive, con la peculiaridad de que es posible desactivar el eje delantero para una experiencia de conducción más purista. Su cambio es un automático M Steptronic de ocho relaciones y convertidor de par que, pese a ser un coche pesado, es excepcionalmente rápido y dinámico, capaz de hacer el 0 a 100 km/h (62 mph) en 3,2 segundos. En otros mercados se vende con 600 CV (592 HP; 441 kW), mientras que en Europa solamente se venderá la versión M8 Competition.
Su tren de rodaje está compuesto por elementos de primer nivel, como frenos carbono-cerámicos con discos de 400 mm (15,7 plg) de diámetro en el eje delantero o un diferencial autoblocante controlado electrónicamente. El nivel de personalización del chasis no solamente afecta a motor, caja de cambios o sistema de tracción total, sino que también cuenta con dos tarados diferentes para el sistema de frenado, "Comfort" y "Sport". A nivel estético y de equipamiento, está muy diferenciado de los demás Serie 8, gracias a un kit aerodinámico agresivo, colores únicos y detalles específicos como nuevas llantas de hasta 20 pulgadas (508 mm) o un volante deportivo.
También cuenta con un eje trasero directriz, que le ayuda a redondear las curvas y ser más ágil, así como una serie de accesorios M Performance que llevan un paso más allá la dinámica del coche más deportivo de la marca. Están especialmente indicados para aquellos que van a acudir a circuitos y track-days con el coche.

### Gran Coupé

Presentación del concepto Gran Coupé en el Salón del Automóvil de Ginebra de 2018.

Vista trasera del Gran Coupé.

El BMW Serie 8 Gran Coupé es una versión de cuatro puertas del BMW Serie 8. Esta berlina es más práctica que el Coupé, gracias a sus dos puertas adicionales, pero conserva el mismo diseño agresivo y cuidado de la carrocería más deportiva. Su posicionamiento y concepción son muy similares a los del antiguo BMW Serie 6 Gran Coupé, siendo un buen rival para coches como: el Mercedes-Benz CLS, el Audi A7 Sportback o el Porsche Panamera. Su puesta a punto es específica, más apropiada para un vehículo de cuatro puertas. Es más largo que el Serie 8 Coupé, llegando a los 5,08 m (200 plg) de longitud y una batalla de 3023 mm (119 plg), superior a la de sus hermanos de dos puertas.
Con respecto al Coupé es 231 mm (9,1 plg) más largo, 30 mm (1,2 plg) más ancho y 61 mm (2,4 plg) más alto. Su distancia entre ejes es 201 mm (7,9 plg) más grande. Es un coche donde el carácter práctico es importante, pero su maletero no es mucho más grande que el Coupé con 440 litros (15,5 pies cúbicos), siendo 20 litros (0,7 ft³) más grande. Pese a ser un coche considerablemente más grande, solamente pesa 70 kg (154 lb) más. Es un coche ideado para cuatro pasajeros, pero está homologado para cinco plazas. Su gama de motores es idéntica a la de los Serie 8 convencionales. En gasolina está disponible en las siguientes versiones: 840i de 340 CV (335 HP; 250 kW) y M850i de 530 CV (523 HP; 390 kW), con una alternativa 840d Diésel de 320 CV (316 HP; 235 kW).
De manera análoga a lo que sucede con la gama del Serie 8 Coupé y el Serie 8 Gran Coupé, el fabricante alemán ofrece también el M8 con carrocería de cuatro puertas, denominándose comercialmente BMW M8 Gran Coupé. Ésta gran berlina tiene como principales rivales al Porsche Panamera o al Audi RS7.
Estéticamente, al igual que sucede con la carrocería de dos puertas, el M8 Gran Coupé cuenta con numerosos elementos que lo distinguen de sus hermanos, como paragolpes específicos, llantas de aleación de mayor tamaño, un sistema de escape con cuatro salidas a la vista y unas aletas ensanchadas que dotan de mayor anchura y rotundidad al conjunto.
En el interior los cambios son los mismos que en el M8 Coupé: grandes asientos de tipo baquet, instrumentación específica y todo tipo de indicadores exclusivos. Bajo el chasis los ajustes también son similares a los del M8 Coupé, con un sistema de tracción integral xDrive, dirección integral a las cuatro ruedas, diferencial autoblocante con control electrónico o frenos carbono-cerámicos, todo ello diseñado para que, junto a los 600 CV (592 HP; 441 kW) o 625 CV (616 HP; 460 kW), dependiendo si se escoge la versión Competition, con más potencia de su motor V8 biturbo de 4395 cm³ (4,4 litros) se genere una experiencia de conducción absolutamente deportiva.

### Motorizaciones

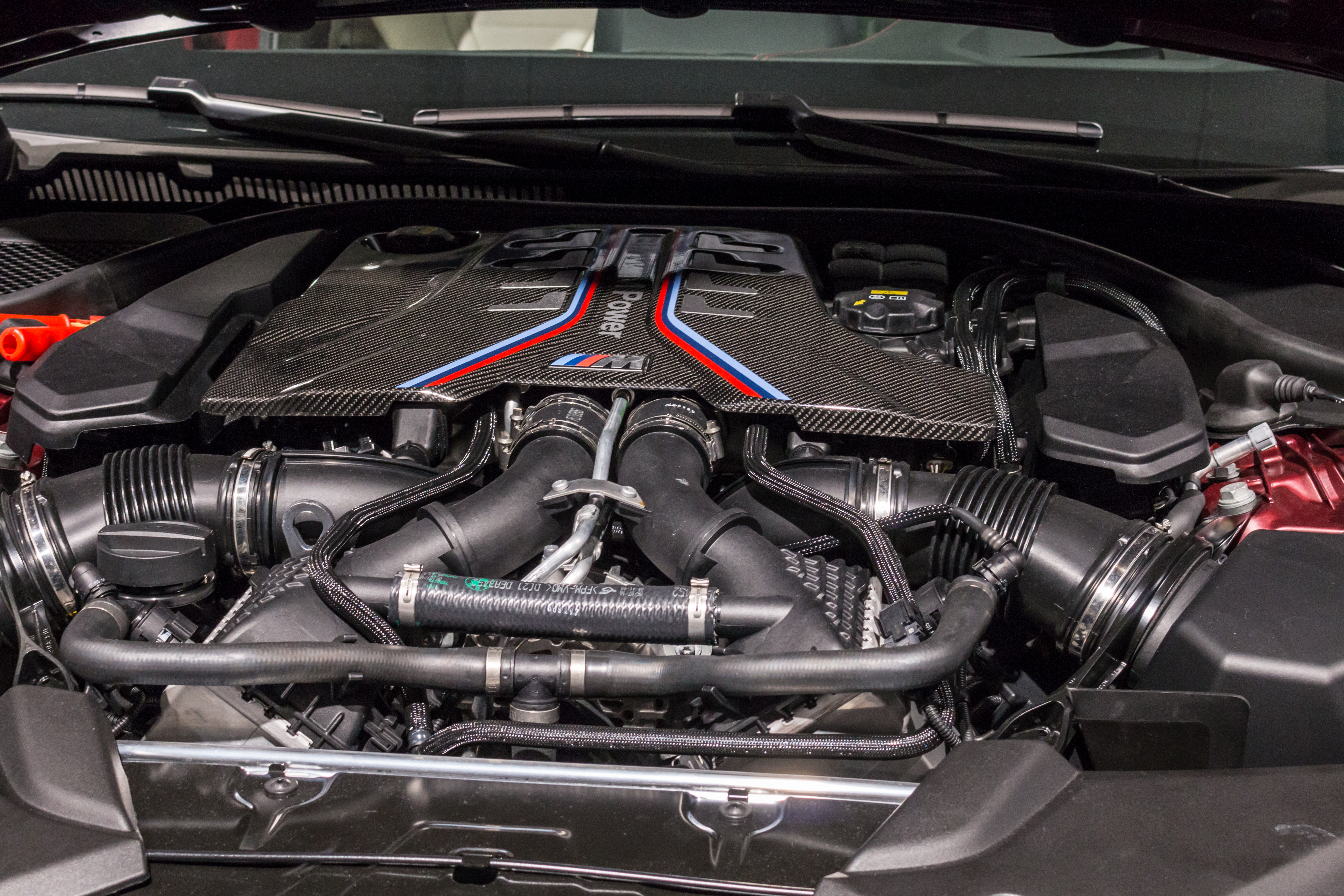
Motor S63 en Essen.

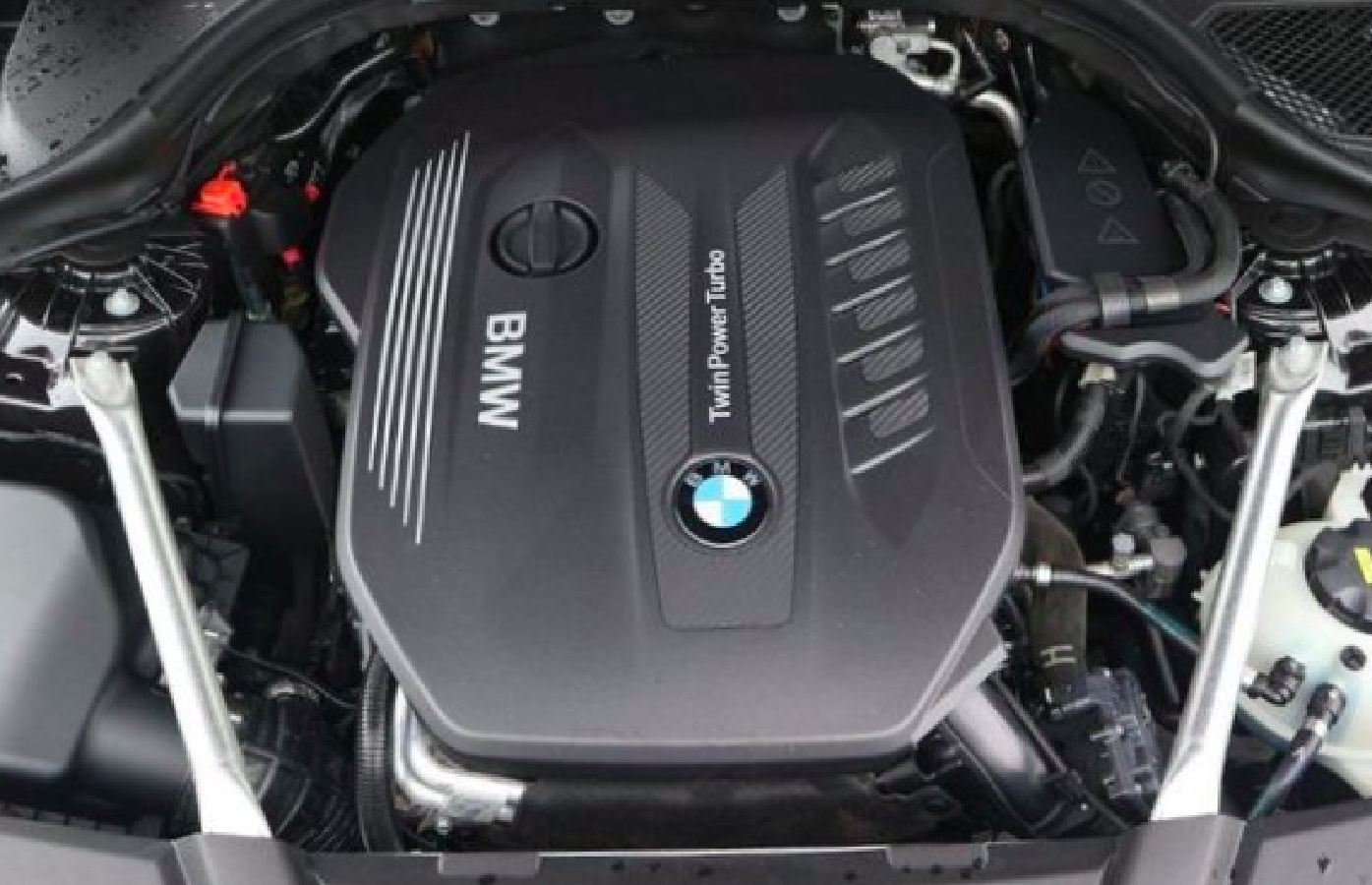
Motor B57 Diésel.

La versión tope de gama del BMW Serie 8 se llama BMW M850i xDrive, el cual tiene un motor V8 biturbo de 4395 cm³ (4,4 litros), que desarrolla una potencia máxima de 530 CV (523 HP; 390 kW) y un par máximo de 750 N·m (553 lb·pie). Está asociado a un cambio automático de ocho relaciones, enviando toda su potencia a las cuatro ruedas. Hace el 0 a 100 km/h (62 mph) en solamente 3,7 segundos y una velocidad punta limitada electrónicamente de 250 km/h (155 mph).
Otro motor disponible es un seis cilindros en línea turbodiésel de 2993 cm³ (3 litros), con una potencia de 320 CV (316 HP; 235 kW) y un par máximo de 680 N·m (502 lb·pie), también asociado a un cambio automático de ocho relaciones y un sistema de tracción total permanente BMW xDrive. En este caso, hace el 0 a 100 km/h (62 mph) en 4,9 segundos. La principal ventaja con respecto al de gasolina de ocho cilindros, es que homologa un consumo de 5,9 L/100 km (16,9 km/L; 39,9 mpgAm). El motor de acceso a la gama es un seis cilindros en línea 2998 cm³ (3 litros) TwinPower  Turbo, pero de gasolina con 340 CV (335 HP; 250 kW) y un par motor máximo de 500 N·m (369 lb·pie). El  840i es de tracción trasera o integral xDrive opcional.
Todos los Serie 8 cuentan de serie con un sistema BMW Integral Active Steering de cuatro ruedas directrices. Sus sistemas de tracción total priorizan el reparto de potencia al tren trasero, buscando el dinamismo de un coche de propulsión. En condiciones de buena adherencia, envían el 100% de la potencia al tren trasero, mandando potencia al eje delantero cuando las exigencias dinámicas del coche así lo requieren, ya sea practicando una conducción deportiva, o porque el firme tiene una adherencia baja.
El 840d, equipado con un motor diésel de 2993 cm³ (3 litros) con una potencia máxima de 320 CV (316 HP; 235 kW), destaca por un gran empuje y un excelente equilibrio entre consumos y prestaciones. Es la versión más indicada de la Serie 8 para los que deseen hacer largos viajes. Es un coche cómodo y silencioso, con un paso por curva rápido y efectivo, si bien no es tan deportivo como coches más ligeros, como el BMW Serie 4 Coupé.
Todos estos motores cuentan con inyección directa, turbocompresor, intercooler y cumplen con la Normativa anticontaminación Euro 6D.
| Modelos                         | 840i | M850i | M8 | M8 Competition | 840d |
| ------------------------------- | --- | --- | --- | --- | --- |
| Tracción                        | Trasera o xDrive | xDrive | Trasera | Trasera | xDrive |
| Período                         | 2019-presente | 2018-presente | 2019-presente | 2019-presente | 2018-presente |
| Identificación del motor        | B58B30M1 | N63 B44TU3 | S63 B44TU4 | S63 B44TU4 | B57 D30 |
| Tipo de motor                   | 6 en línea DOHC 24 válvulas con Valvetronic + doble VANOS                                                                                         | V8 a 90° DOHC 32 válvulas con Valvetronic + doble VANOS                                                                                           | V8 a 90° DOHC 32 válvulas con Valvetronic + doble VANOS                                                                                           | V8 a 90° DOHC 32 válvulas con Valvetronic + doble VANOS                                                                                           | 6 en línea DOHC 24 válvulas |
| Tipo de combustible             | Gasolina | Gasolina | Gasolina | Gasolina | Diésel |
| Aspiración                      | TwinPower turbo sencillo | TwinPower biturbo | TwinPower biturbo | TwinPower biturbo | Common-rail turbodiésel sencillo de geometría variable                                                                                            |
| Cilindrada                      | 2998 cm³ (3 L; 182,9 plg³) | 4395 cm³ (4,4 L; 268,2 plg³) | 4395 cm³ (4,4 L; 268,2 plg³) | 4395 cm³ (4,4 L; 268,2 plg³) | 2993 cm³ (3 L; 182,6 plg³) |
| Diámetro x carrera              | 82 x 94,6 mm (3,23 x 3,72 plg) | 89 x 88,3 mm (3,50 x 3,48 plg) | 89 x 88,3 mm (3,50 x 3,48 plg) | 89 x 88,3 mm (3,50 x 3,48 plg) | 84 x 90 mm (3,31 x 3,54 plg) |
| Relación de compresión          | 11.0:1 | 10.5:1 | 10.5:1 | 10.5:1 | 16.5:1 |
| Potencia máxima                 | 340 CV (335 HP; 250 kW) @ 5000-6500 rpm | 530 CV (523 HP; 390 kW) @ 5500-6000 rpm | 600 CV (592 HP; 441 kW) @ 6000 rpm | 625 CV (616 HP; 460 kW) @ 6000 rpm | 320 CV (316 HP; 235 kW) @ 4400 rpm |
| Par máximo                      | 500 N·m (369 lb·pie) @ 1600-4500 rpm | 750 N·m (553 lb·pie) @ 1800-4600 rpm | 750 N·m (553 lb·pie) @ 1800-5700 rpm | 750 N·m (553 lb·pie) @ 1800-5860 rpm | 680 N·m (502 lb·pie) @ 1750-2250 rpm |
| Aceleración 0–100 km/h (62 mph) | 5,3 o 4,9 segundos | 3,7 segundos | 3,3 segundos | 3,2 segundos | 4,9 segundos |
| Consumo                         | 9,5 L/100 km (10,5 km/L; 24,8 mpgAm) (urbano) 6,4 L/100 km (15,6 km/L; 36,8 mpgAm) (extraurbano) 7,5 L/100 km (13,3 km/L; 31,4 mpgAm) (combinado) | 13,1 L/100 km (7,6 km/L; 18,0 mpgAm) (urbano) 9,4 L/100 km (10,6 km/L; 25,0 mpgAm) (extraurbano) 11,8 L/100 km (8,5 km/L; 19,9 mpgAm) (combinado) | 15,2 L/100 km (6,6 km/L; 15,5 mpgAm) (urbano) 7,7 L/100 km (13,0 km/L; 30,6 mpgAm) (extraurbano) 10,5 L/100 km (9,5 km/L; 22,4 mpgAm) (combinado) | 15,2 L/100 km (6,6 km/L; 15,5 mpgAm) (urbano) 7,7 L/100 km (13,0 km/L; 30,6 mpgAm) (extraurbano) 10,5 L/100 km (9,5 km/L; 22,4 mpgAm) (combinado) | 7,2 L/100 km (13,9 km/L; 32,7 mpgAm) (urbano) 5,1 L/100 km (19,6 km/L; 46,1 mpgAm) (extraurbano) 5,9 L/100 km (16,9 km/L; 39,9 mpgAm) (combinado) |

### Relaciones de la transmisión
| 1.ª | 2ª  | 3ª    | 4ª   | 5ª    | 6ª | 7ª    | 8ª   | Reversa | Final |
| --- | --- | ----- | ---- | ----- | -- | ----- | ---- | ------- | ----- |
| 5   | 3,2 | 2,143 | 1,72 | 1,313 | 1  | 0,823 | 0,64 | 3,456   | 3,154 |

### En competición

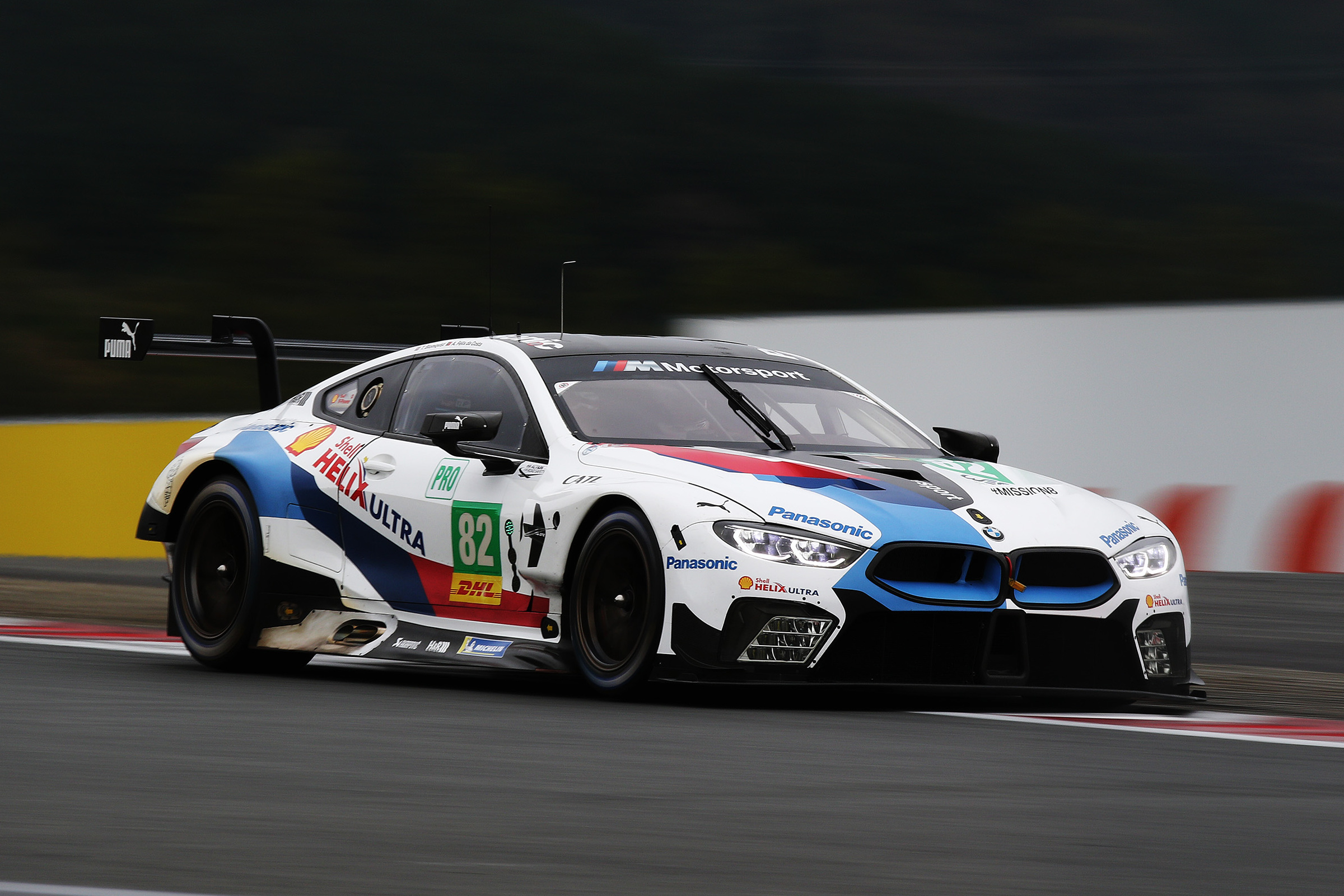
M8 GTE en las 6 Horas de Fuji de 2018.

El automovilismo nunca ha sido ajeno a la marca BMW y el nuevo M8 GTE presentado en el Salón del Automóvil de Fráncfort es el claro y más nuevo ejemplo de ello, ya que con él tienen la meta de revivir su participación en las 24 Horas de Le Mans, serial en el que participaron por primera vez en 1939.
Este auto significa su máxima expresión de deportividad que, además de llevarse en un principio a las pistas, se está desarrollando junto con él la versión de calle del M8 que en un futuro cercano estará a la venta como el mayor de los autos deportivos M.
El auto no es para nada pequeño, ya que tiene una longitud de 4,98 m (196,1 plg) y una anchura de 2,046 m (80,6 plg), pero su peso es tan contenido que solamente marca 1220 kg (2690 lb), lo que habla del gran trabajo en reducción de peso y la utilización de materiales de última generación para que el resultado final sea una gran relación peso a potencia.
Siendo un vehículo de competición, las tomas de aire, los faros, el espacio con respecto al piso, los alerones y los difusores de aire son especialmente funcionales, lo interesante es que tanto faros como calaveras y la silueta en general, serán las mismas que los que puedan montar las versiones de calle, sin dejar de mencionar que la aerodinámica será utilizada para ambas versiones de igual forma.
El desarrollo virtual de este auto ha sido fundamental ya que sistemas como el control de tracción han sido desarrollados gracias a la simulación y la inteligencia artificial y así poder tener los desarrollos óptimos en el auto incluso antes de que exista la versión definitiva que competirá en las pistas.
La realización de piezas con ayuda de impresiones 3D ha facilitado mucho su desarrollo ya que han bastado pocas horas o días para que el diseño de alguna parte del auto se tenga de manera física, esta tecnología ya se había utilizado en autos como el M4 DTM.
Debajo del gigantesco capó, se tiene un motor V8 Twin Turbo regulado por los seriales a 4.0 litros que entrega al menos 500 CV (493 HP; 368 kW), el bloque y las cabezas de los cilindros serán utilizados tanto en la versión de competición como en la de calle lo que de nueva cuenta habla de la cercanía que tendrán en cuanto a elementos mecánicos ambos autos. En el caso del GTE, la transmisión será secuencial de 6 marchas.
Un M8 GTE de 2018 aparece en el videojuego de carreras Forza Motorsport 7.